# Saint-Witz
Saint-Witz [sɛ̃ vits] est une commune du Val-d'Oise située en plaine de France. Constituant l'unité urbaine monocommunale de Saint-Witz, elle appartient à l'aire d'attraction de Paris en étant située à environ 31 km au nord-est de la capitale et à 9 km de l'aéroport Roissy-Charles-de-Gaulle. Ses habitants sont les Wézien(ne)s, Vézéen(ne)s ou Vézien(ne)s.

## Géographie

### Description
Saint-Witz est la commune la plus orientale du département du Val-d'Oise (avec Vémars), aux confins de l'Oise et de la Seine-et-Marne. Elle est limitrophe des communes de Fosses, Survilliers, Plailly (Oise), Mortefontaine (Oise), Vémars, Villeron et Marly-la-Ville.
Saint-Witz est distante, à vol d'oiseau, de 7 km des abords nord de l’aéroport de Paris-Charles-de-Gaulle. Un accès autoroutier est très proche : la sortie no 7 de l'autoroute A1 reliant Paris à Lille.
Saint-Witz s'étage sur le versant sud-ouest de la butte de Montmélian, l'une des principales buttes-témoins du département de l'Oise et du nord de l'Île-de-France. Culminant à 203 m au-dessus du niveau de la mer, celle-ci est visible de loin avec sa tour de télécommunications, et avec elle, le village de Saint-Witz.

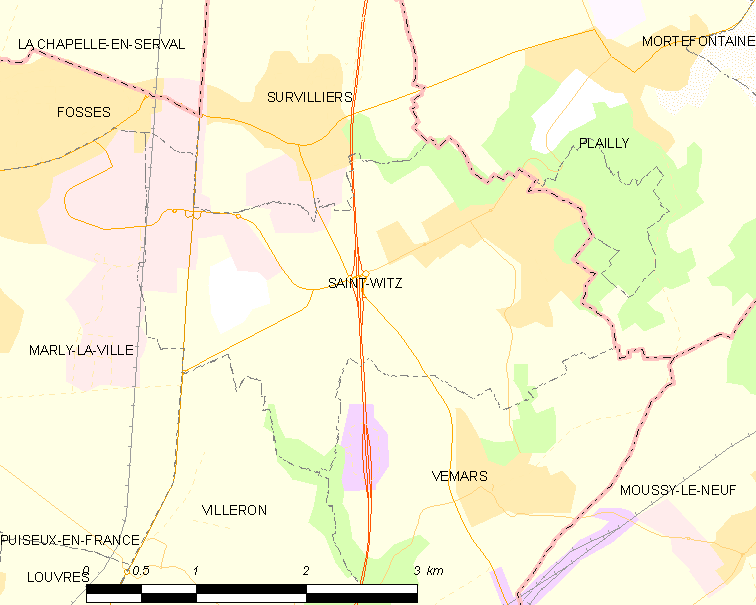
Carte de la commune.
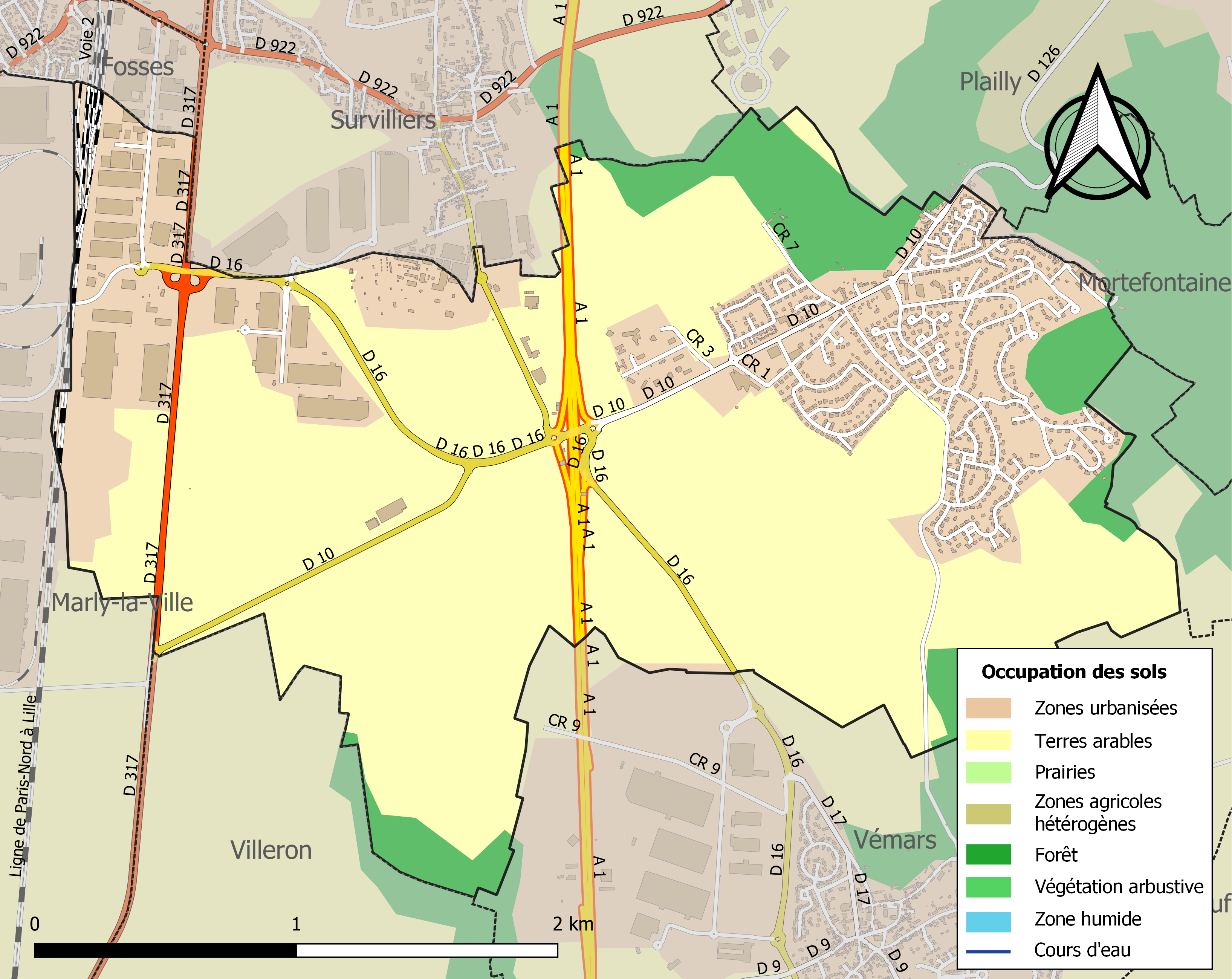
Occupation des sols.

### Communes limitrophes
Les communes limitrophes sont Vémars, Mortefontaine, Plailly, Fosses, Marly-la-Ville, Survilliers et Villeron.
| Fosses         | Survilliers     | Plailly                             |
| Marly-la-Ville | Saint-Witz      | Plailly (Oise) Mortefontaine (Oise) |
| Villeron       | Vémars Villeron | Vémars                              |

### Climat
Pour des articles plus généraux, voir Climat de l'Île-de-France et Climat du Val-d'Oise.
En 2010, le climat de la commune est de type climat océanique dégradé des plaines du Centre et du Nord, selon une étude du CNRS s'appuyant sur une série de données couvrant la période 1971-2000. En 2020, Météo-France publie une typologie des climats de la France métropolitaine dans laquelle la commune est dans une zone de transition entre le climat océanique et le climat océanique altéré et est dans la région climatique Sud-ouest du bassin Parisien, caractérisée par une faible pluviométrie, notamment au printemps (120 à 150 mm) et un hiver froid (3,5 °C).
Pour la période 1971-2000, la température annuelle moyenne est de 10,5 °C, avec une amplitude thermique annuelle de 14,9 °C. Le cumul annuel moyen de précipitations est de 738 mm, avec 11,7 jours de précipitations en janvier et 8,5 jours en juillet. Pour la période 1991-2020, la température moyenne annuelle observée sur la station météorologique installée sur la commune est de 11,9 °C et le cumul annuel moyen de précipitations est de 676,8 mm,. Pour l'avenir, les paramètres climatiques de la commune estimés pour 2050 selon différents scénarios d'émission de gaz à effet de serre sont consultables sur un site dédié publié par Météo-France en novembre 2022.
| Mois                                  | jan.           | fév.           | mars          | avril         | mai           | juin         | jui.          | août          | sep.          | oct.          | nov.          | déc.          | année      |
| ------------------------------------- | -------------- | -------------- | ------------- | ------------- | ------------- | ------------ | ------------- | ------------- | ------------- | ------------- | ------------- | ------------- | ---------- |
| Température minimale moyenne (°C)     | 1,8            | 2              | 4             | 6,6           | 9,6           | 12,8         | 14,7          | 14,6          | 11,8          | 9,1           | 5,6           | 2,8           | 8          |
| Température moyenne (°C)              | 4              | 5              | 7,9           | 11,5          | 14,4          | 17,7         | 20            | 19,8          | 16,5          | 12,6          | 8,2           | 5,1           | 11,9       |
| Température maximale moyenne (°C)     | 6,3            | 7,9            | 11,9          | 16,4          | 19,2          | 22,5         | 25,4          | 25            | 21,2          | 16,1          | 10,7          | 7,4           | 15,8       |
| Record de froid (°C) date du record   | −12,3 07.01.09 | −10,4 12.02.12 | −8,4 13.03.13 | −2,5 07.04.21 | 1,5 06.05.19  | 6,5 13.06.08 | 7,8 03.07.11  | 8,2 26.08.18  | 3,5 30.09.18  | −0,7 29.10.08 | −5,1 30.11.10 | −7,4 19.12.09 | −12,3 2009 |
| Record de chaleur (°C) date du record | 14,1 01.01.22  | 19,6 27.02.19  | 24,2 31.03.21 | 28,7 20.04.18 | 30,8 28.05.17 | 36 27.06.11  | 41,4 25.07.19 | 37,5 09.08.20 | 34,3 08.09.23 | 28,3 01.10.11 | 20,5 08.11.15 | 15,7 31.12.21 | 41,4 2019  |
| Précipitations (mm)                   | 54,4           | 47,7           | 45            | 37,4          | 72,2          | 64,9         | 58,1          | 59,3          | 47,4          | 56,8          | 61            | 72,6          | 676,8      |

## Urbanisme

### Typologie
Au 1er janvier 2024, Saint-Witz est catégorisée ceinture urbaine, selon la nouvelle grille communale de densité à sept niveaux définie par l'Insee en 2022.
Elle appartient à l'unité urbaine de Saint-Witz, une unité urbaine monocommunale constituant une ville isolée,. Par ailleurs la commune fait partie de l'aire d'attraction de Paris, dont elle est une commune de la couronne,. Cette aire regroupe 1 929 communes,.

## Toponymie
Au XVIIIe siècle, époque où ni la graphie, ni la forme définitive du toponyme ne sont fixés, on compte huit versions successives : Saint-Vize (1702), Saint-Vy (1704), Saint-Vy-sous-Montmélian (1705), Saint-Vic-sous-Montmélian (1708), Saint-Vilz-sous-Montmélian (1738), Saint-Vitz-sous-Montmélian (1739), Saint-Witz-sous-Montmélian (à partir de 1765), et enfin Saint-Witz (sans qualificatif) dès 1788. Ces différentes versions ne tiennent encore pas compte des graphies diverses prises par le déterminant complémentaire de Montmélian, également nombreuses.
Les formes anciennes révèlent une hésitation entre Saint-Vy et *Saint-Viz. Elles posent un problème phonétique : disait-on [sɛ̃vi] et [sɛ̃vits] ?
L'élément Vy est conforme à la phonétique du Nord de la France avec maintien du /w/ germanique passé à /v/ dans certains cas, alors qu'il est finalement devenu /g/ en français central. Ainsi Vy est-il le même anthroponyme que Guy en français, issu du germanique Wido. La graphie actuelle avec W- initial est un retour à un modèle picard archaïsant. Plus hypothétique est la finale -tz, en effet, elle doit correspondre à l'affriquée [ts]. Elle note vraisemblablement le cas sujet en -s des anthroponymes masculins terminés par -us en latin, comme Gilles, James, Yves, etc., le nom de Guy ayant effectivement été latinisé en Vitus. Certaines attestations impliquent aussi une analogie avec fitz, ancienne forme de « fils ».
En tout cas, ce saint semble être le même que saint Guy, patron de la première église paroissiale de Saint-Witz fondée en 757 autour d'un lieu de culte prenant le vocable du martyr.

## Histoire

### Origines
Au IIe siècle la région est évangélisée par saint Rieul qui fait édifier à l’emplacement du temple de Mercure un sanctuaire dédié à la Vierge Marie : dès lors elle devient la patronne de ces lieux. Ainsi débute le pèlerinage à Notre-Dame de Montmélian qui existe toujours et se déroule chaque année en septembre[réf. nécessaire].
Un seigneur de Montmélian, dont nous ignorons le nom mais qui était le frère de Fulrad (abbé de Saint-Denis) avait rapporté de Rome une relique de saint Vit, martyr du IVe siècle mort à Milan. Cette relique était destinée à Fulrad, le pape Paul Ier lui en voulant faire cadeau. Mais Fulrad confia la relique à son frère, le seigneur de Montmélian, dans le but de l'exposer et faire vénérer dans une église. Pour la construction de cette église, un lieu à mi-hauteur de la pente sud-ouest de la butte fut choisi, et c'est là que la première église Saint-Vit fut fondée en 757, sous le roi franc Pépin le Bref. Cette église, sur l'actuel territoire de Saint-Witz, n'était éloignée de l'église de Montmélian fondée par saint Rieul que de 150 m environ.
Les moines de l'abbaye de Saint-Denis convoitèrent les reliques et demandèrent au seigneur de les leur remettre, sollicitation à laquelle il répondit favorablement. Cependant, il ne leur offrit pas seulement les reliques, mais également l'ensemble des terres dépendant de la nouvelle église, de la pente sud-ouest de la butte de Montmélian jusqu'à Marly-la-Ville. Ce fut l'origine de la commune actuelle de Saint-Witz, et c'est à partir de ce moment que Montmélian et Saint-Witz coexistent. L'année 757 peut donc être retenue comme année de fondation de ce qui est devenu la commune de Saint-Witz. Par ailleurs, l'appartenance de Saint-Witz à l'abbaye de Saint-Denis est la raison pour laquelle la paroisse de Saint-Witz a toujours appartenu au diocèse de Paris et respectivement[Quoi ?] au diocèse de Versailles. Le don des terres avait été motivé par la possibilité de garder ainsi les reliques à leur place dans l'église Saint-Vit, mais les religieux de Saint-Denis les donnèrent ultérieurement à Louis le Pieux qui les ramena en Saxe, sauf la tête qui resta dans l'église Saint-Vit.
Le village initial est situé sur le flanc sud-ouest de la butte de Montmélian. La colline fut de tous temps un lieu de culte où les Gaulois honoraient Teutatès. Ce point stratégique dominant la plaine de France et contrôlant la route des Flandres fut régulièrement fortifié au cours de l'histoire. Il constitue la frontière naturelle à laquelle se sont adossés les diocèses de Paris et de Senlis.

### Moyen Âge
Depuis son origine, Saint-Witz avait donc été une possession de l'abbaye de Saint-Denis, et l'est restée jusqu'au XIIIe siècle. À la suite de différentes distractions de biens, l'essentiel du territoire de Saint-Witz est devenu une possession du prieuré d'Argenteuil, au plus tard en 1265. Ce prieuré fut une dépendance de l'abbaye de Saint-Denis, qui conservait par ailleurs la suzeraineté sur ces terres. Le prieur d'Argenteuil ajouta à ses titres celui de « seigneur de Saint-Vit de Montmélian ». Montmélian n'a cependant jamais appartenu au prieuré d'Argenteuil, mais à l'abbaye de Saint-Denis, entre 1284 et 1599, pour la plus grande partie de son territoire.
Les deux abbayes voisines d'Hérivaux à Luzarches, fondée au XIIe siècle, et de Chaalis détenaient également des fiefs sur l'actuel territoire de Saint-Witz.
Au XIIe siècle, l'église Saint-Vit bâtie par le frère de Fulrad menaçait ruine et pour cette raison, l'abbaye d'Hérivaux évacuèrent l'ensemble[pas clair] des reliques conservés en son sein pour les dédier à l'église de Fosses où l'abbaye possédait beaucoup de biens. Depuis, ces reliques sont restées à Fosses. Ne reste à Saint-Witz qu'un petit fragment de relique conservé dans un buste. Au siècle suivant, à une période qu'il nous n'est pas possible de déterminer, les moines de l'abbaye de Saint-Denis font construire une nouvelle église à l'emplacement de l'ancienne. Elle a été décrite comme vaste et belle. À l'image des cathédrales de l'époque, elle était dans le style gothique de la première période appelée période classique. Le transept « gigantesque » était flanqué de bas-côtés « larges comme des boulevards ».
Vers la fin du XIIIe siècle, Saint-Witz est doté de franchises communales avec un maire à la tête. Ce dernier assume le rôle du seigneur et représente donc le prieuré d'Argenteuil sur place. Il n'est pas un simple administrateur, car le prieuré lui a confié le village comme fief moyennant des rentes. Un aveu de dénombrement du fief (un acte notarié) du 15 janvier 1409 représente la première trace de son existence. L'existence de la commune se matérialise encore aujourd'hui à travers de nombreux documents établis par ses soins.
En 1429, Jeanne d'Arc est passée par Senlis avec ses soldats et reprendra par la suite la ville de Luzarches aux Anglais, qui l'avaient confisquée comme rançon de guerre. Il est possible que Jeanne d'Arc ait livré une bataille au pied de la butte de Montmélian entre-temps, vers la fin du mois d’août; au moins le nom d'un lieu-dit « la Croix de Jeanne Lorraine » permet cette hypothèse.

### De 1500 à la Révolution
La colline de Montmélian fut dévastée durant les guerres de Religion, entre 1578 et 1598 : le château royal est entièrement détruit et le château seigneurial avec sa tour, dite "Tour Carrée", très endommagé. Les seigneurs de Montmélian habitent depuis à Mortefontaine; c'est pour cette raison qu'une partie de la butte de Montmélian est encore aujourd'hui une exclave de cette dernière commune. L'absence de seigneur et donc de travail[pourquoi ?] incite les habitants de Montmélian de s'installer ailleurs, notamment à Plailly où la justice seigneuriale était déjà rendue depuis la fin du XIIIe siècle, et à Mortefontaine.
Saint-Witz se dépeuple apparemment à la même époque et pour des raisons comparables; son destin fut lié à Montmélian dès le début, pendant toute l'existence de ce bourg : il ne faut pas oublier que le village se situait au niveau de l'actuel cimetière, donc en face de Montmélian, et pas encore le long de la route. Vers la fin du XVIIe siècle, le village de Saint-Witz se résumait à trois maisons habitées (celles d'un berger, d'un manouvrier et d'un charretier) et aux deux fermes de Saint-Ladre, l'ancienne léproserie, et de Guépelle. Ces deux fermes se situaient le long de l'actuelle RD 317, à l'ouest de Saint-Witz, plus proches de Survilliers que de leur paroisse. Nous le savons par le curé de l'époque, Jean de Vaux, qui a entrepris des démarches auprès de son évêque afin de pouvoir réduire l'église Saint-Vit en chapelle. Au bout de quelques péripéties, il obtint gain de cause et la nef de l'église fut démolie. Ne restait qu'un bas-côté et une petite tour, avec le presbytère à côté,.
En plus de église Saint-Vit, quatre chapelles étaient situées sur le territoire de Saint-Witz:
- Saint-Jean, sur la pente ouest de la butte de Montmélian, dans l'actuel lotissement « Domaine de Montmélian ». Elle était donc très proche de l'église paroissiale de l'époque. Des détails sur cette chapelle ne sont pas connus.
- Saint-Michel, à l'entrée de Saint-Witz en venant de l'autoroute, à gauche de la RD 10 peu après le lycée Léonard-de-Vinci. Elle était donc relativement proche de la nouvelle chapelle. La première mention date du XVe siècle. Comme elle jouxtait apparemment l'ancien cimetière de Saint-Witz, il est probable qu'elle servait de chapelle de cimetière: il était courant de dédier ce genre de chapelles à l'archange.
- Saint-Nicolas, au sud de l'ancien « Pavé d'Avesne », l'actuelle RD 10, à mi-chemin entre la RD 317 et l'autoroute. Le nom variait au cours du temps : Saint-Nicolas de Consenys, de Cocheriis, de Cocherits, de Cocheries ou des Cochers. On peut supposer qu'elle était destinée aux cochers roulant sur la route de Flandres toute proche[b 4]. La chapelle est mentionnée pour la première fois dans une charte de 1207. Propriété des dames de Malnoüe, une abbaye bénédictine à Émerainville, elle avait initialement été fondée par l'abbaye d'Hérivaux près de Luzarches. À côté de la chapelle, se trouvait une unique maison avec son enclos, constituant le plus petit des trois écarts de la commune de Saint-Witz. De nos jours, le lieu-dit « le Montoir Saint-Nicolas » reste le dernier vestige de cette chapelle.
- Saint-Lazare ou Saint-Ladre (forme vulgaire de Lazare), dans le hameau du même nom (le plus grand des écarts de Saint-Witz) à l'ouest de l'actuelle RD 317, près de l'échangeur avec la RD 16. La chapelle appartenait à la grande ferme du même nom qui constituait l'essentiel du hameau. C'est la maladrerie Saint-Ladre qui était à l'origine de la chapelle et de la ferme; on y soignait les lépreux de Survilliers, Saint-Witz, Marly-la-Ville et Fosses. Comme la maladrerie était proche de Survilliers, on l'associe souvent à cette commune. La ferme a encore subsisté jusqu'à une période récente.

Toutes ces chapelles n'existaient plus au début du XIXe siècle. On ne sait rien sur la date et la raison de leur disparition; il n'est pas impossible qu'il y a un lien avec les événements de la Révolution française.
En plus des deux hameaux déjà mentionnés, Saint-Nicolas et Saint-Lazare, Saint-Witz comptait un troisième hameau du nom de Guépelle. Il était également situé le long de la RD 317, mais plus au sud. Tout comme à Saint-Lazare, une grande ferme constituait le noyau du hameau; elle était l'une des nombreuses possessions de l'abbaye de Chaalis. Il y avait également une auberge pour les voyageurs sur la grande route. Le hameau a complètement disparu dans la seconde moitié du XXe siècle, mais a laissé son nom à une zone d'activités commerciales.
Concernant la voirie de l'époque, il est intéressant de signaler que la plupart des routes et chemins furent bordés d'arbres, que l'abbaye de Saint-Denis veillait à planter. Furent retenus notamment les ormes et les frênes, dont la vente du bois fut lucrative, ainsi que des arbres fruitiers, pommiers et poivriers. Ces derniers étaient loués par des habitants, qui assuraient l'entretien et bénéficiaient donc des récoltes. À l'instar du cidre en Bretagne ou Normandie, une boisson populaire à Saint-Witz fut par ailleurs le « poiré », fabriqué comme le cidre mais avec des poires. En 1754, l'actuel tracé de la RD 317 a été mis en service ; jusque-là, la route fut très sinueuse entre Guépelle et Saint-Ladre et il y avait même un pont près de Guépelle. Cet endroit fut un lieu de choix pour les attaques des bandits de grand chemin. Le Pavé d'Avesnes Paris-Chaalis fut par contre tout droit à la sortie de Saint-Witz pour Plailly et montrait une déclivité de 9 %; de cet ancien tracé subsiste encore un sentier.

### De la Révolution jusqu'à la Première Guerre mondiale

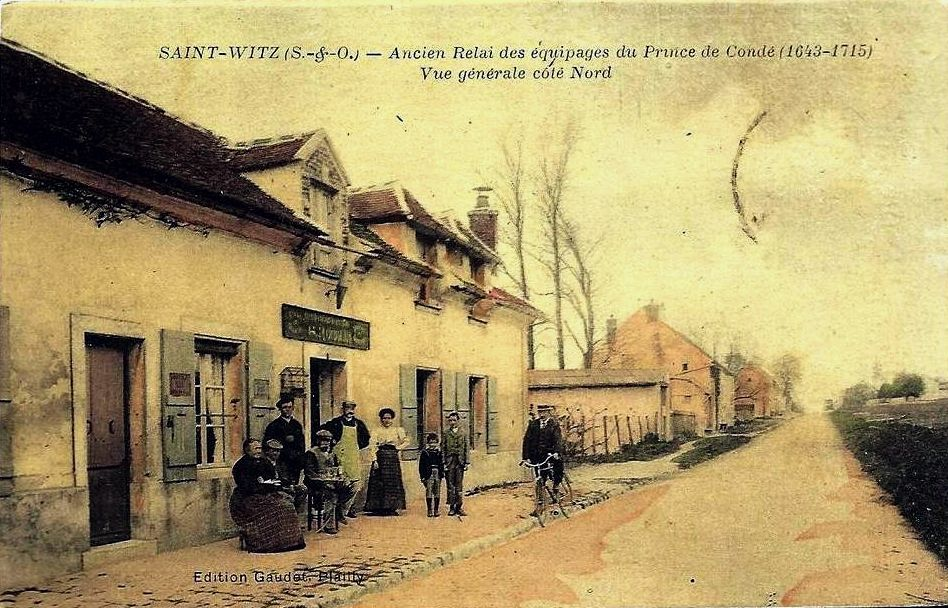
L'auberge de la Montagne, l'une des auberges le long du Pavé d'Avesnes, élément important pour le nouvel essor de la commune dans la première moitié du XIXe siècle.

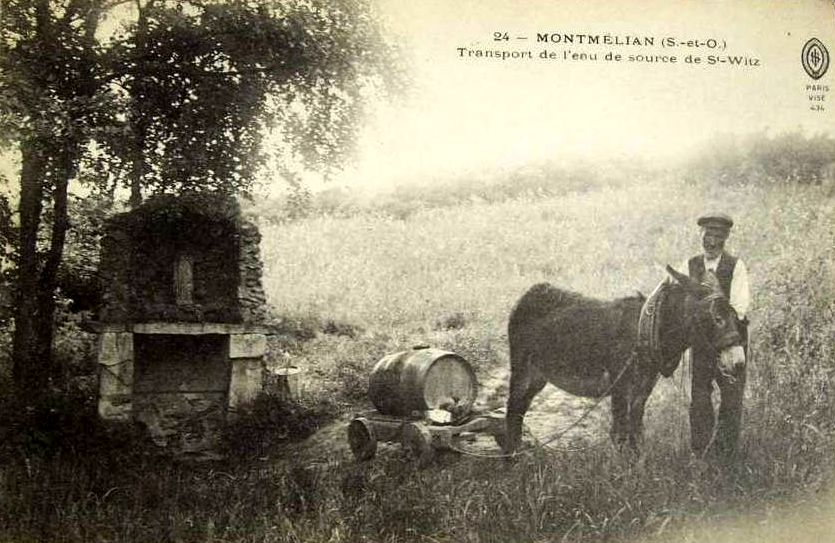
La source Saint-Witz sur le flanc sud-ouest de la colline. Principale fontaine pour les habitants du vieux village, n'en subsistent que des vestiges du lavoir (non visible sur la photo).

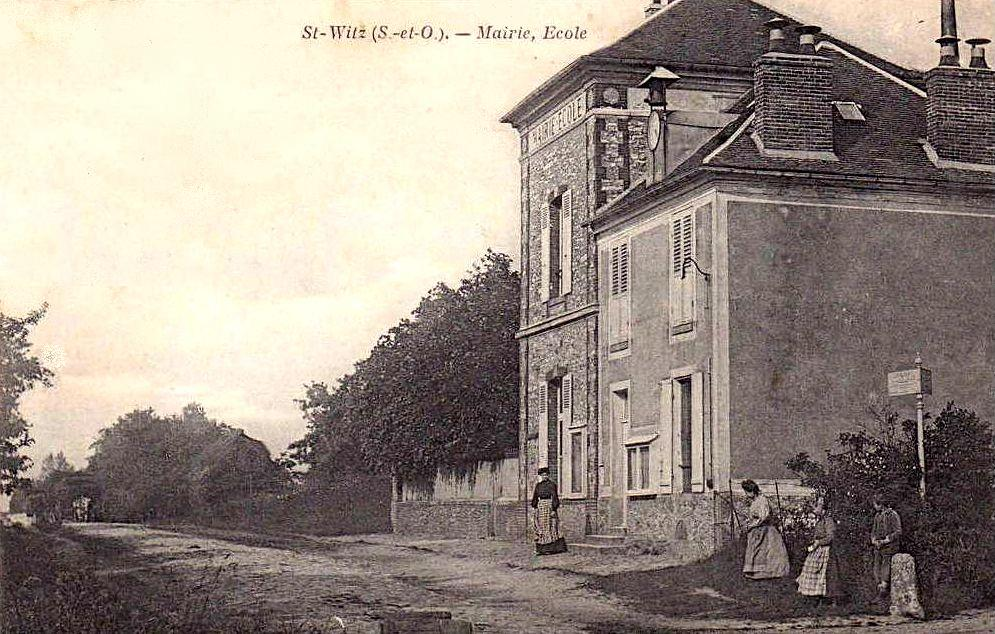
La mairie-école de Saint-Witz de 1882, sur la rue de Paris, désaffectée en 1974 pour être transformée en école de musique.

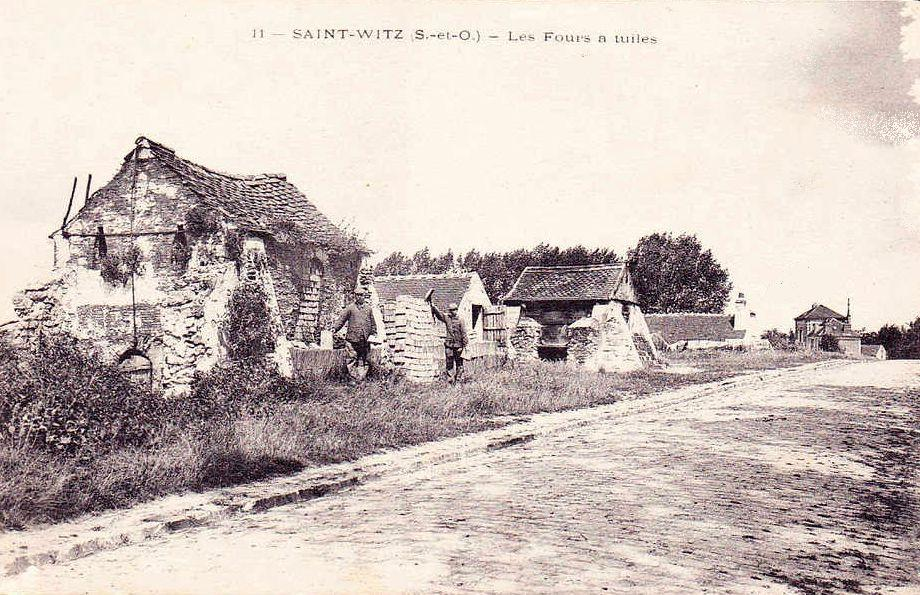
Fours à tuile sur la grande rue de Saint-Witz, en face du moulin.

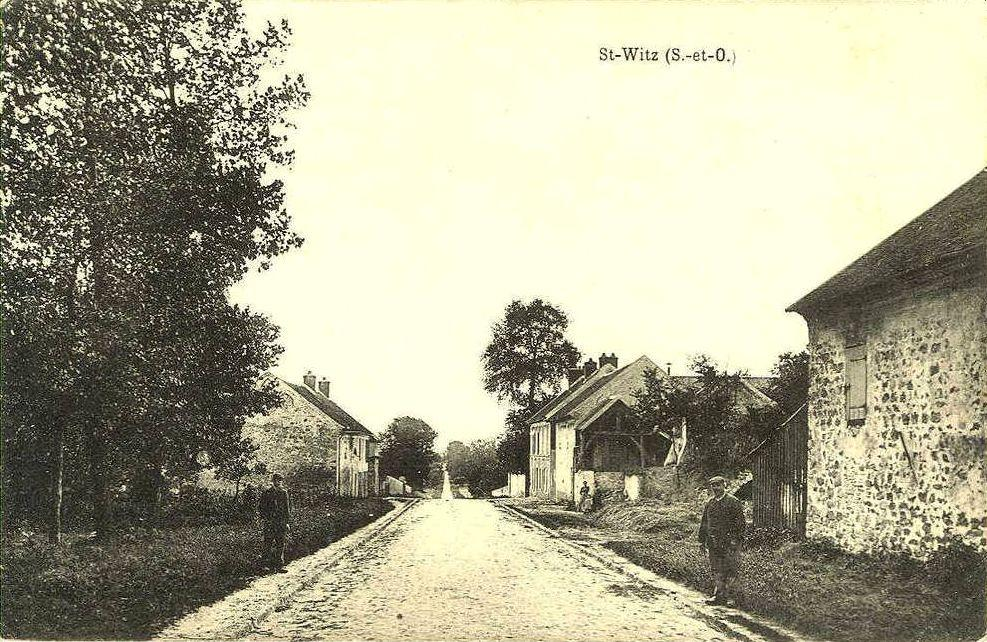
Le village bas de Saint-Witz, établi vers le début du XIXe siècle et se composant de quelques maisons le long de la route Paris-Chaalis, l'actuelle RD 10.

Dès le début de la Révolution française, Saint-Witz cesse d'appartenir au prieuré d'Argenteuil, et les différentes petites seigneuries présentes sur place avec des propriétés terriennes sont dissoutes Saint-Witz devient l'une des 40 000 communes de France, dont le découpage en milieu rural correspond largement aux anciennes paroisses. Sinon, aucun événement particulier lié à la Révolution n'est connu pour Saint-Witz. S'agissant d'un tout petit village sans seigneur sur place, l'attention des révolutionnaires se portait plutôt sur la butte de Montmélian et les bourgs des environs.
Déjà en 1760, deux tuileries existent à Saint-Witz, mais on sait que l'exploitation de l'argile sur la butte de Montmélian est très ancienne, tout comme l'exploitation de la pierre à plâtre. Les plâtrières sont attestées dès le début du XIIIe siècle. Les gisements exploités depuis cette époque se situent en dehors de la commune de Saint-Witz, sur les pentes nord-ouest et nord de la colline, vers Plailly. Malgré des richesses des sous-sols à exploiter, le village se résume toujours à quelques maisons à proximité de l'église à la Révolution, mis à part les trois écarts de la commune. Dans le cadastre napoléonien du début du XIXe siècle, on ne constate en effet pas encore le village bas le long de l'actuel RD 10. C'est probablement l'amélioration des conditions de transport avec le pavage des principales routes de transit qui donnera un nouvel essor à Saint-Witz peu de temps après : la RD 10 / 126 correspond au « Pavé d'Avesnes », la grande route pavée reliant Paris à l'abbaye de Chaalis (avec tracé commun avec la route de Flandres Paris-Senlis jusqu'à la fourchette à l'est de Marly-la-Ville. Cette route permet à la fois le transport des productions locales et fait de Saint-Witz un lieu de passage, donnant lieu à l'établissement d'auberges. Ces dernières jouaient aussi un rôle dans le développement de Saint-Witz pendant la première moitié du XIXe siècle, mais à moindre mesure que les industries tuilières et plâtrières. Toutefois, l'activité primordiale de Saint-Witz reste l'agriculture, avec une polyculture particulièrement diversifiée: céréales, vergers, maraîchage, vignobles, plantes médicinales. Plusieurs moulins existaient en outre à Saint-Witz, notamment sur les flancs de la butte de Montmélian.
L'approvisionnement en eau potable se faisait par quatre fontaines. Elles ont été les principaux points de rencontre de la population jusqu'à l'installation de l'eau courante sur la commune en 1962.
- Dans la forêt au flanc sud de la colline, près du vieux village, se trouve la principale fontaine pour ses habitants, la fontaine Saint-Witz. Aujourd'hui couverte par la végétation et réduite à sa plus simple expression de source, elle était autrefois munie d'une margelle en arc de cercle surmontée d'une niche avec une statue de la Vierge. La même source alimentait deux bassins successifs servant de lavoir[b 13].
- Plus loin encore vers l'est, en pleine forêt et à cheval sur les communes de Mortefontaine et de Vémars, se trouve la source des Hermites, à une altitude de 150 m environ. Elle fournissait de l'eau potable à une partie de la population locale jusqu'en 1959. La source jaillit aux pieds d'un grand chêne sur le tronc duquel étaient jadis accrochées les statues de deux ermites, saint Benoît et saint Bruno. L'eau de la source est très pure car filtrée par les sables de la butte; elle s'écoule tout d'abord dans un bassin naturel avant de se dissiper par un ruisseau[b 14],[b 12]. Aujourd'hui, la source des Hermites est difficile d'accès car la dernière section du sentier la desservant n'est plus entretenu et envahi par la végétation. Le sentier part en bas du cimetière ; on peut aussi le rejoindre depuis la rue des Etangs.
- Près du nouveau quartier le long de la route, se situe la Fontaine-aux-Chiens, dans l'actuelle rue du même nom. Elle a été aménagée comme lavoir au cours du XIXe siècle, tout en gardant sa vocation d'alimentation en eau potable jusqu'en 1962. Cette fontaine fut l'une des raisons pour l'implantation d'habitations dans ce secteur bas de la commune[b 14]. Elle est aussi la seule parmi les fontaines de Saint-Witz à avoir être rénovée et préservée comme élément du patrimoine.
- À mi-chemin à vol d'oiseau entre Saint-Witz et le sud de Survilliers, se trouvait jadis la fontaine d'Enfresne ou d'Enfraisne[b 14], qui malgré son éloignement des deux villages fut appréciée pour la qualité de son eau et assidument fréquentée. Une sente la desservait, partant en face du moulin en direction de l'ouest. Elle a disparu tout comme la source, qui se situait tout proche de l'autoroute et de l'actuel zone hôtelière.

En 1870, Saint-Witz ne compte toujours que 90 habitants, mais décide de construire tout de même une mairie-école. Elle est inaugurée en octobre 1882 et abrite au rez-de-chaussée une salle de classe prévue pour vingt élèves, avec la mairie à l'étage et un logement de fonction pour l'instituteur. Jusque-là, Saint-Witz n'avait jamais eu d'école ; à partir de 1843, les enfants de Saint-Witz sont scolarisés à Survilliers et plus tard à Plailly. Cette première école sera suffisante jusqu'en 1974.
Dans la même période, l'activité tuilière était à son apogée. Elle s'exerçait de façon pré-industrielle, artisanale, dans le cadre de petites entreprises familiales sans mécanisation aucune, et ses produits étaient uniquement destinés au marché local, pour l'approvisionnement des communes des environs de Saint-Witz. Le nombre de fours a atteint onze ; ils se trouvaient tous de part et d'autre de la RD 10 dans la partie ancienne du village bas. Ces tuileries furent composés d'une place à tuiles pour le premier séchage des tuiles après moulage moyennant un moule de cinq sur six mètres environ ; d'un séchoir, long hangar avec des ouvertures en forme de meurtrière ; et bien entendu, d'un four. Toujours établi à flanc de coteau, le four est soutenu par quatre piliers et bâti avec des tuiles. La cuisson des tuiles se faisait uniquement en hiver ; elle durait dix jours suivis de cinq jours de refroidissement. Avec six à huit cuissons par hiver, la production annuelle d'une telle tuilerie artisanale portait sur 210 000 à 320 000 unités. La plupart des tuileries ont cessé leur activité lors de l'éclatement de la Première Guerre mondiale en 1914, avec parfois une brève reprise après-guerre, et la dernière fournée a été cuite en 1934.
Les plâtrières, carrières de pierre à plâtre, toujours associées à des plâtreries, étaient au nombre de trois autour de la butte de Montmélian, dont une sur le territoire de Saint-Witz. Elle se situait à l'est du chemin rural de Saint-Witz à Survilliers et fut désaffectée dès la déclaration de guerre en 1914. La pierre à plâtre fut exploitée en sous-sol, moyennant des puits ou des galeries appelés cavages. Avec le recours progressif à la dynamite dans le but de rationaliser l'extraction, la rentabilité baissa en réalité en raison des effondrements des galeries et des mesures de stabilisation requises. Directement après l'extraction, la roche était acheminée à la plâtrerie, pour la transformer en plâtre par une cuisson à 150° pendant quarante-huit heures et le tamiser avant la commercialisation en sacs de 25 kg.
En 1913, Saint-Witz est équipée de l'électricité, un an avant l'éclatement de la Première Guerre mondiale. Des combats opposant Allemands et Français ont lieu non loin de Saint-Witz en début du mois de septembre 1914, à Survilliers et surtout à Senlis. L'écrivain Charles Péguy, en cantonnement à Saint-Witz, passa la nuit du 3 au 4 septembre 1914 dans la petite chapelle Notre-Dame de Montmélian, l'avant-veille de sa mort sur le front. En ce souvenir, la chapelle s'appelle « Chapelle Charles Péguy » selon la plaque de marbre apposée sur la façade.

### De 1918 à 1970
Avec les progrès obtenus dans l'augmentation en teneur en sucre des betteraves sucrières et la rentabilité croissante de leur culture et transformation, de nombreuses sucreries s'établirent en Seine-et-Oise, ainsi que dans tout le nord de la France et les plaines de Beauce. Non loin de Saint-Witz, la société Crucien Fantauzzi & Cie. ouvre une sucrerie à l'intersection de la D 317 avec la route Villeron - Marly-la-Ville, sur le territoire de la commune de Villeron, en 1912. Afin de faciliter l'acheminement des betteraves vers l'usine, l'entreprise fait construire un réseau ferré industriel à voie étroite (600 mm) desservant les communes voisines, sur une longueur de 31 km en 1934 (plus 7,5 km de voies de garage et de gare, et 4,8 km d'embranchements particuliers). Saint-Witz fut concerné par ce réseau ferré, car une ligne, en accotement routier le long de la RD 10 (au sud de la chaussée), se débranchait de la ligne principale le long de la RD 317 et allait jusqu'à l'entrée du village, où elle bifurquait pour rejoindre Moussy-le-Neuf, le terminus. Le tracé correspond approximativement au sentier de promenade le long des étangs. Une autre ligne se débranchait peu avant Saint-Witz, à l'actuel échangeur autoroutier, pour rejoindre Vémars le long de la RD 16.
Saint-Witz avait une petite gare à l'emplacement de l'actuel lycée, là où la ligne quittait la RD 10. Elle servait au chargement des trains. Bien que destiné uniquement aux transports agricoles lors de la campagne betteravière d'octobre à fin décembre, la jeunesse du village profitait du train pour ses déplacements. Les trains furent tractés par des petites locomotives à vapeur ainsi que par des locotracteurs diesel, avec une locomotive affectée à chacune des lignes. Le parc des locomotives a dû se rapprocher de la dizaine, car en 1937, la société Fantauzzi acheta sept locomotives d'un coup. L'activité du réseau cessa en 1958 et fut démonté peu après; celle de la sucrerie en 1974.
Au début des années 1920, l'abbé François Chagny fonde l'école apostolique de Montmélian, sur le plateau en face de la ruine de la Tour Carrée. Elle fonctionne jusqu'en 1960, année de se transformation en collège catholique. Ce dernier sera remplacé à son tour par un foyer pour enfants en difficulté en 1970, fermé en 1998. Depuis, les bâtiments caractéristiques ont été transformés en logements tout en respectant le style architectural d'origine. En raison du lien « spirituel » de l'école avec le pèlerinage Notre-Dame de Montmélian, ce sujet est traité dans l'article butte de Montmélian.
Au début des années 1920 également, l'écrivain François Mauriac décrit l'église Saint-Vit dans son roman La Paroisse morte paru en 1921. Son état d'abandon en dit long sur la situation dans laquelle Saint-Witz se trouvait alors, saigné par la guerre et ayant perdu l'essentiel des activités tuilières qui faisaient jadis la prospérité du village : « L'église n'est pas fermée. La lampe brûle devant l'autel misérable...des oiseaux de muraille pépient, se posent sur la chaire, sur le tabernacle même... Geneviève regardait, au-delà des arbres en proie au vent, le clocher au cœur mort où ni les soleils couchants, ni l'heure de midi, ni les aubes pluvieuses n'éveillaient plus le battement de l'Angélus ». Le curé, venu pour célébrer à titre exceptionnel une messe, ne dételle même pas son cheval, « tant il aimait peu s'attarder dans cette paroisse morte ».
Les transports en commun ont fait leur apparition à Saint-Witz assez tardivement, dans l'après-guerre, avec une ligne routière privée exploitée par Huyghes de Mortefontaine. Son vieux car Citroën reliait tous les jours Mortefontaine à la porte de Paris à Saint-Denis, en passant par Plailly, Saint-Witz, Louvres et Vaud'herland.
En 1930, Saint-Witz reçoit le téléphone. L'année 1962 voit l'installation de l'eau courante, mettant un terme à la corvée des eaux. Deux ans après, l'autoroute A1 est mise en service.
Les exploitations agricoles étaient au nombre de deux : la plus grande était la ferme Berson, aujourd'hui résidence « la Ferme des Tilleuls ». La bergerie et la porcherie furent situées à l'emplacement de l'actuel foyer rural. Derrière la ferme, il y avait un abreuvoir pour les chevaux, de cinq sur dix mètres environ. Quant à la ferme Garmin (puis Gaubert), elle a complètement disparu et se trouvait à l'emplacement des actuels services techniques de la mairie. Une troisième ferme, la ferme Wetter, était située sur le territoire communal de Plailly, mais très proche de Saint-Witz. De nos jours, les surfaces agricoles de la commune sont exploitées exclusivement par des agriculteurs des villages voisins.
Saint-Witz n'était équipé que d'un unique commerce, le café-tabac-buvette-épicerie de Mme Amalberteau rue de Paris, en fait l'ancienne auberge de la Montagne qui était l'ancien relais des équipages du prince de Condé. La tenancière se déplaçait elle-même chaque semaine pour s'approvisionner à Saint-Denis. Après la Seconde Guerre mondiale, Albert Dubois prenait la succession et après son départ à la retraite, Saint-Witz restait sans commerce, jusqu'à l'ouverture du centre commercial du moulin en 1980. Des marchands ambulants prenaient le relais.

### Nouvel essor de la commune à partir des années 1970

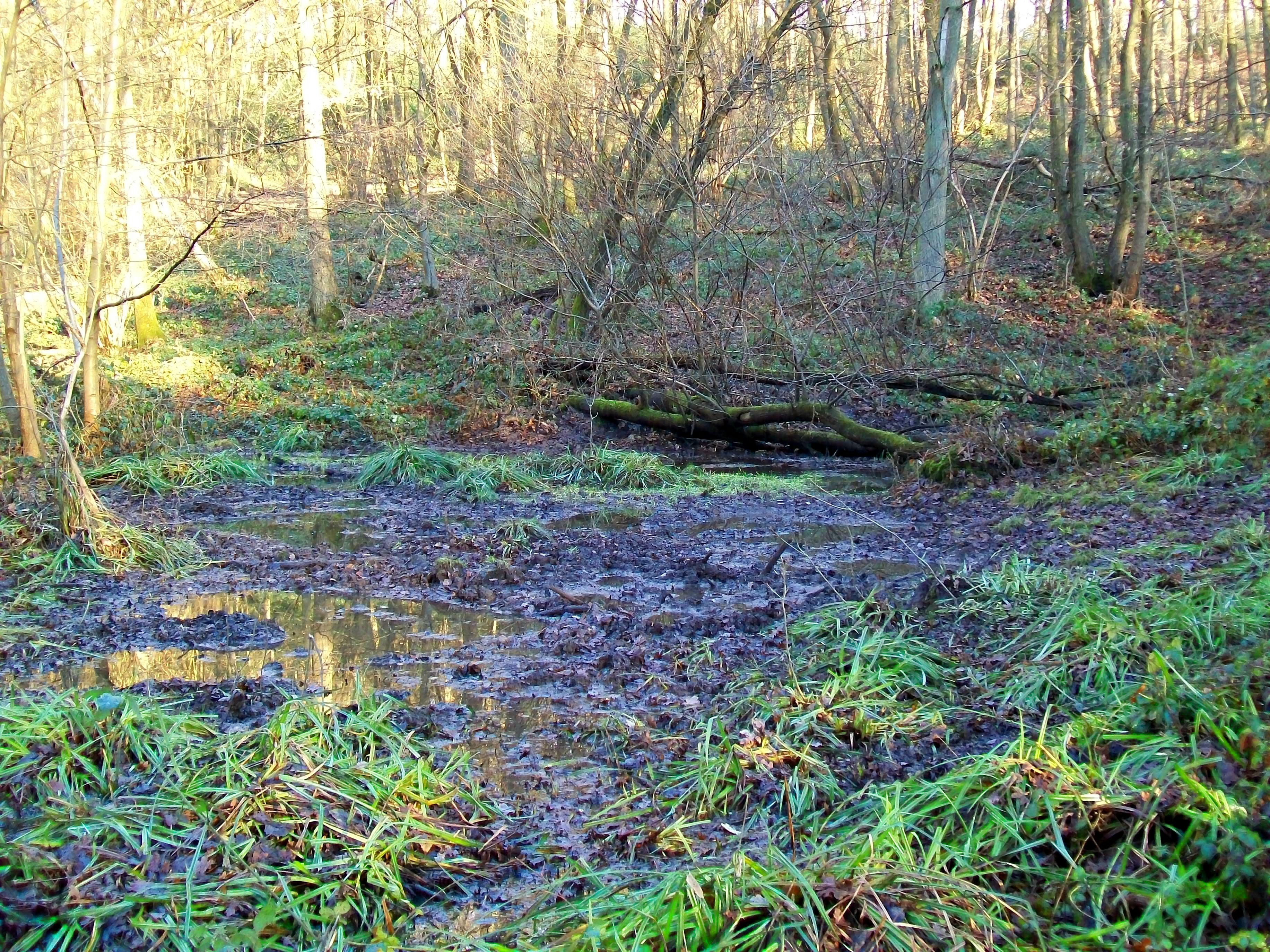
La source des Ermites ou ce qu'il en reste en 2011 ; autrefois point d'approvisionnement en eau potable, c'est aujourd'hui le rendez-vous des sangliers.

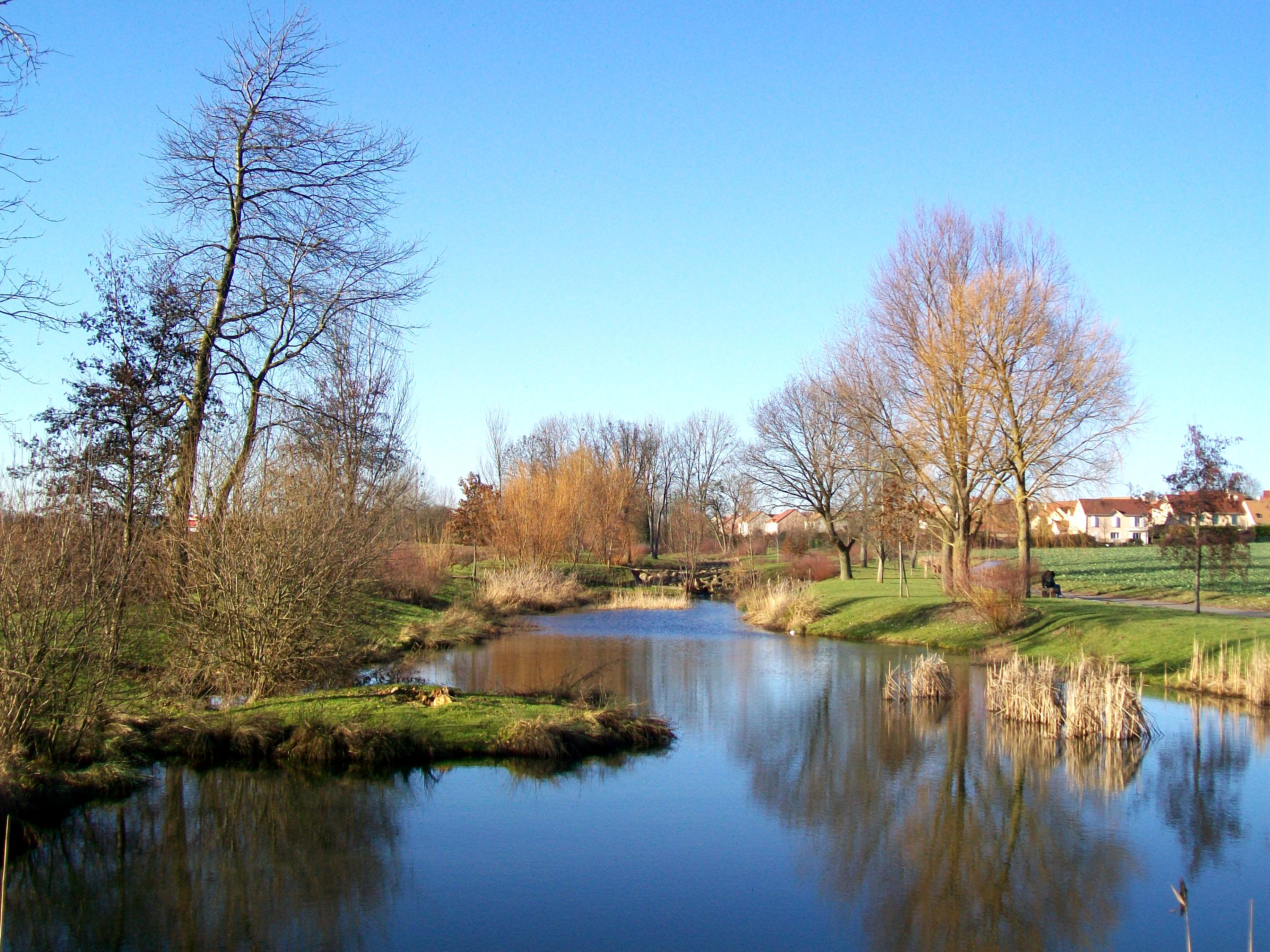
Les étangs de pêche et le parcours sportif créés depuis 2003 constituent le principal aménagement paysager de la commune, zone de promenade et de détente.

Vivant dans une certaine léthargie et risquant de mourir à petit feu, ce furent l'autoroute et la mise en service de l'aéroport Roissy-Charles-de-Gaulle en 1974 qui allaient donner un nouvel élan au village. Contrairement aux communes voisines de Louvres ou Survilliers, Saint-Witz n'a jamais bénéficié d'une liaison ferroviaire avec Paris et n'était pas attractive comme lieu résidentiel pour des Parisiens souhaitant s'installer à la campagne, ou des personnes travaillant à Paris. L'aéroport, à seulement dix kilomètres de Saint-Witz par l'autoroute, justifiait maintenant un renouveau de la commune comme résidence de personnes travaillant à l'aéroport. Mais avant la construction des lotissements, d'autres projets auraient pu apporter un destin tout autre: l'installation d'une prison d'une part, et la création d'un nouveau centre près de la voie ferrée et de la gare de Survilliers, sur le territoire de la future zone industrielle de Fosses-Saint Witz. Au moins ce dernier projet aurait été plus pérenne sur plusieurs plans, mais le maire de Saint-Witz de l'époque, André Berson, favorisa le développement de zones pavillonnaires au calme, la limitation de la circulation automobile n'étant pas encore une préoccupation politique. Saint-Witz devient donc un village-dortoir se démarquant par la qualité de son habitat et des aménagements. La plupart des lotissements ont été construits au cours des années 1970, avec encore deux grands projets réalisés à partir de 2000 : à l'entrée du village au nord de la RD 10, et au lieu-dit « la Haie Jabeline » entre la rue de la Fontaine-aux-Chiens et les étangs de retenue.
Depuis le milieu du XXe siècle, la chapelle Notre-Dame de Montmélian ne bénéficie plus de l'entretien nécessaire et devient de plus en plus vétuste, de même que l'église paroissiale Saint-Vit qui avait déjà été fermée pour raisons de sécurité bien avant la Seconde Guerre mondiale. L'église ou ce qui en reste est démolie en mai 1971, au bout d'une existence de sept cents ans environ. La commune de Saint-Witz élabore un contrat de bail avec Mortefontaine en vue de louer la chapelle en remplacement de l'église, l'année même, mais ce contrat ne sera jamais signé. En 1977, Mortefontaine propose de céder la chapelle pour le prix symbolique d'un franc, mais Saint-Witz n'accepte pas, vu l'importance des investissements à réaliser. En juillet 1978, le tertre sur lequel la chapelle de 1864 fut construite, l'ancienne motte castrale, est déstabilisé par des très fortes pluies. Par risque de glissement de terrain, la chapelle néo-gothique doit être démolie d'urgence. Ainsi, l'évêque doit une nouvelle fois consacrer l'ancienne chapelle provisoire de M. Poutrel.
La mutation de Saint-Witz vers une commune résidentielle moderne débute en 1972 avec le lotissement des Moulins de Montmélian et la zone industrielle de Fosses-Saint Witz, à l'écart de la commune près de la ligne SNCF. L'année même, la mairie déménage dans des locaux plus grands, issus de l'agrandissement d'une maison ancienne rue de Paris. Un an après, les premiers trois hôtels de la zone hôtelière sont ouverts, et en 1976, c'est le troisième grand lotissement qui voit le jour. Les équipements suivent avec un peu de retard: l'école est hébergée dans des pavillons préfabriqués jusqu'en 1977, quand la première tranche de l'école primaire est inaugurée, suivie en 1978 par l'école maternelle et le restaurant scolaire. Un an plus tard, les deuxièmes tranches des deux écoles sont à leur tour terminées. Le centre de secours de Survilliers - Saint Witz, à mi-chemin entre les deux communes, est mis en service en 1977.
Saint-Witz est à ce moment toujours dépourvu de commerces, ce qui changera avec l'inauguration du petit centre commercial du moulin en 1980. Un an après seulement, Saint-Witz est enfin convenablement relié à la ligne des trains de banlieue Paris-Creil, avec la ligne d'autobus Saint-Witz - gare de Survilliers - Fosses. (Elle est remplacée en 1986 par la ligne 95.01 Luzarches - Survilliers-Fosses - Roissypôle). Viennent ensuite les équipements culturels et sportifs : école de musique, terrain de football (1982), foyer rural (1983), complexe omnisports (1989), parcours de santé des étangs (2003), avec, entre-temps, l'ouverture du lycée Léonard de Vinci en 1990 (et un nouveau centre culturel « La Tuilerie » en 2017 qui remplace les préfabriqués à côté de la mairie et le foyer rural pour les spectacles). La zone hôtelière s'agrandit et devient un pôle important de l'économie de la commune. En 2000, commencent les travaux de la deuxième zone industrielle de Saint-Witz, la Z.I. de Guépelle du nom de l'ancien hameau. Suivront encore deux lotissements importants mentionnés ci-dessus. Saint-Witz compte plusieurs associations qui animent la commune, mais ne dispose que d'un unique café et d'aucun restaurant au sein du village.
En 2017, la commune est pratiquement dépourvue de logements sociaux, les 42 maisons HLM qui existaient dans les années 1980 ayant été rachetées par leurs habitants. Cette situation contrevient aux obligations fixées par la loi SRU, et la commune a payé à ce titre en 2016 près de 240 000 € de pénalités. Le projet de plan local d'urbanisme prévoit ainsi la création de logements locatifs sociaux, tout en limitant la croissance démographique à 2 % par an pendant les dix années suivantes. Les 39 premiers logements sociaux voient le jour en 2018, pour atteindre 17 à 18 % des logements de Saint-Witz à l’horizon 2030.

## Politique et administration

### Rattachements administratifs et électoraux

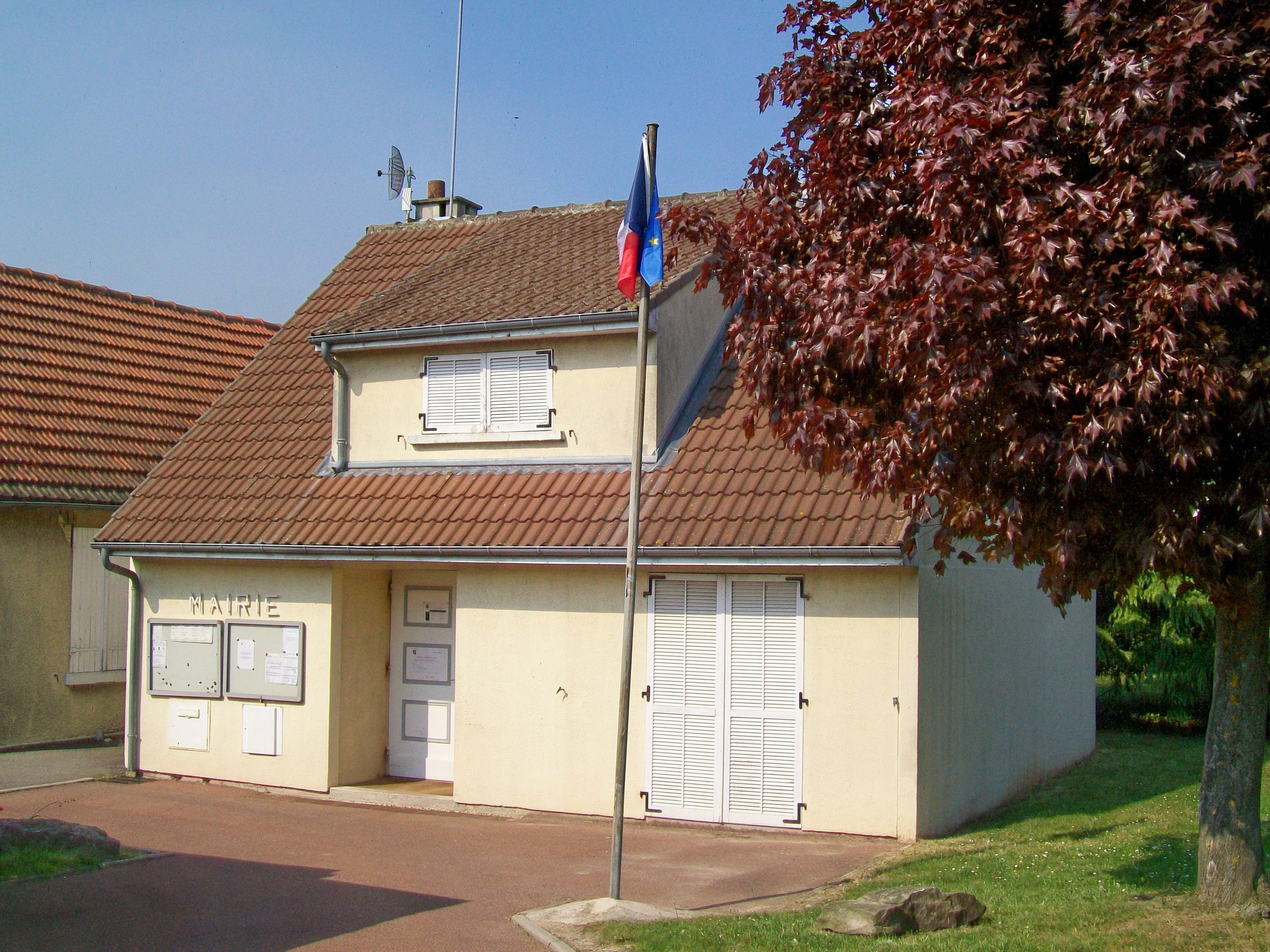
La mairie de 1972, agrandie ultérieurement par un deuxième pavillon. La construction d'une nouvelle mairie fut décidée en 2011.

Jusqu’à la loi du 10 juillet 1964, la commune fait partie du département de Seine-et-Oise. Le redécoupage des anciens départements de la Seine et de Seine-et-Oise fait que la commune appartient désormais au Val-d'Oise à la suite de son transfert administratif qui devint effectif le 1er janvier 1968.
Elle fait partie depuis 1962 de l'arrondissement de Montmorency, devenu en 2000 arrondissement de Sarcelles. Pour l'élection des députés, elle est rattachée à la neuvième circonscription du Val-d'Oise.
Saint-Witz appartenait depuis 1801 au canton de Luzarches. Dans le cadre du redécoupage cantonal de 2014 en France, la commune fait désormais partie du canton de Goussainville.
La commune fait partie de la juridiction d'instance de Gonesse, et de la juridiction de grande instance ainsi que de commerce de Pontoise.

### Intercommunalité
La commune était membre de la communauté d'agglomération Roissy Porte de France créée en 1994 sous le régime juridique de communauté de communes et transformée en 2013 en communauté d'agglomération.
Dans le cadre de la mise en œuvre de la loi MAPAM du 27 janvier 2014, qui prévoit la généralisation de l'intercommunalité à l'ensemble des communes et la création d'intercommunalités de taille importante, le préfet de la région d'Île-de-France approuve le 4 mars 2015 un schéma régional de coopération intercommunale qui prévoit notamment la « fusion de la communauté d'agglomération Val de France (95) et de la communauté d'agglomération Roissy Porte de France (95), et extension du périmètre du nouveau regroupement aux communes de Seine-et-Marne (77) suivantes : Claye-Souilly, Compans, Dammatin-en-Goêle, Gressy, Le Mesnil-Amelot, Longpenier, Mauregard, Mitry-Mory, Moussy-le-Neuf, Moussy-le-Vieux, Othis, Rouvres, Saint-Mard, Thieux, Villeneuve-sous-Dammartin, Villeparisis ».
Les préfets du Val-d'Oise et de Seine-et-Marne entérinent le 9 novembre 2015 la création à compter du 1er janvier 2016 de cette structure, qui prend la dénomination de communauté d'agglomération Roissy Pays de France, et dont Saint-Witz est désormais membre.

### Liste des maires
| Période                                  | Période                       | Identité                    | Étiquette | Qualité |
| ---------------------------------------- | ----------------------------- | --------------------------- | --------- | --- |
| Les données manquantes sont à compléter. |                               |                             |           | |
| août 1817                                | juillet 1855                  | Pierre Charlemagne Bouchard |           | |
| janvier 1858                             |                               | Martin Alix Berson          |           | |
| mai 1925                                 |                               | Alexis Berson               |           | |
| Les données manquantes sont à compléter. |                               |                             |           | |
| 1986                                     | mai 2020                      | Germain Buchet              | DVD       | Cadre retraité, ancien adjoint (1983 → 1986) Vice-président de la CA Roissy Porte de France (2014 → 2015) Réélu pour le mandat 2014-2020, |
| mai 2020                                 | En cours (au 20 juillet 2020) | Frédéric Moizard            | SE        | Artisan |

### Jumelage
La commune de Sait Witz est jumelée avec :
- Boyle (Irlande) (Irlande) depuis 1982, ville Irlandaise du Comté de Roscommon ; Les deux villes sont toujours liées par un accord de jumelage, bien que le dernier échange scolaire ait eu lieu en 1992[33].

## Population et société

### Démographie
L'évolution du nombre d'habitants est connue à travers les recensements de la population effectués dans la commune depuis 1793. Pour les communes de moins de 10 000 habitants, une enquête de recensement portant sur toute la population est réalisée tous les cinq ans, les populations de référence des années intermédiaires étant quant à elles estimées par interpolation ou extrapolation. Pour la commune, le premier recensement exhaustif entrant dans le cadre du nouveau dispositif a été réalisé en 2004.

En 2022, la commune comptait 2 511 habitants, en évolution de +5,19 % par rapport à 2016 (Val-d'Oise : +4 %, France hors Mayotte : +2,11 %).
| 1793 | 1800 | 1806 | 1821 | 1831 | 1836 | 1841 | 1846 | 1851 |
| ---- | ---- | ---- | ---- | ---- | ---- | ---- | ---- | ---- |
| 71   | 68   | 78   | 72   | 82   | 74   | 65   | 64   | 72   |

| 1856 | 1861 | 1866 | 1872 | 1876 | 1881 | 1886 | 1891 | 1896 |
| ---- | ---- | ---- | ---- | ---- | ---- | ---- | ---- | ---- |
| 79   | 72   | 73   | 75   | 84   | 96   | 98   | 93   | 100  |

| 1901 | 1906 | 1911 | 1921 | 1926 | 1931 | 1936 | 1946 | 1954 |
| ---- | ---- | ---- | ---- | ---- | ---- | ---- | ---- | ---- |
| 93   | 99   | 135  | 198  | 258  | 299  | 303  | 297  | 253  |

| 1962 | 1968 | 1975 | 1982  | 1990  | 1999  | 2004  | 2006  | 2009  |
| ---- | ---- | ---- | ----- | ----- | ----- | ----- | ----- | ----- |
| 161  | 163  | 355  | 2 027 | 2 074 | 1 925 | 2 276 | 2 565 | 2 554 |

| 2014  | 2019  | 2022  | - | - | - | - | - | - |
| ----- | ----- | ----- | - | - | - | - | - | - |
| 2 442 | 2 379 | 2 511 | - | - | - | - | - | - |

L'évolution démographique de Saint-Witz montre une tendance progressive depuis les années 1870 qui ne s'interrompt pas avec la Première Guerre mondiale avec ses victimes humaines et l'arrêt quasi totale de l'industrie tuilière. À la veille de la Seconde Guerre mondiale, la population aura quadruplé par rapport au début du XIXe siècle, atteignant les 303 habitants en 1936. On peut supposer que ces nouveaux habitants avaient en grande partie trouvé travail à la cartoucherie de Survilliers, qui comptait un millier d'emplois. Pendant la guerre, le nombre d'habitants reste stable pour se réduire progressivement à sa moitié au début des années 1960. La stagnation dans cette période aurait pu conduire à un survieillissement de la population sous l'impulsion de la révolution technologique dans l'agriculture, et à la disparition de la commune. L'extraordinaire croissance démographique à partir de 1975 n'a donc rien de naturel et reflète simplement la transformation de la commune en village-dortoir à partir de 1972. Comme de nouveaux lotissements étaient encore en construction au moment du recensement de l'INSEE de 2007, ces données ne sont plus représentatives de la situation actuelle.
On peut cependant faire certains constats. D'abord, les enfants jusqu'à quatorze ans sont légèrement plus nombreux à Saint-Witz que sur le plan du Val-d'Oise et les adolescents et adultes jusqu'à vingt-neuf ans sont en même temps un tiers moins nombreux que sur le plan départemental. Ceci indique à la fois la présence de nombreuses jeunes familles et un manque d'attractivité de la commune pour les jeunes adultes, qui la quittent vraisemblablement en grand nombre: en effet, la présence d'un tiers plus de personnes de soixante à soixante-quatorze ans (correspondant aux premiers nouveaux habitants des lotissements des années 1970) démontre bien que nettement plus d'adultes jusqu'à vingt-neuf ans devraient être présents sur Saint-Witz, sans la migration. Par la suite, on constate une très faible présence des personnes de soixante-quinze ans et plus : 2,5 % contre 6,6 % sur le plan du Val-d'Oise. Les personnes venus s'installer sur la commune avec la création des lotissements étaient donc vraisemblablement assez jeunes, dans la tranche d'âge qui actuellement est sous-représentée à Saint-Witz. Une déduction s'impose: la vigilance contre le survieillissement de la population qui risque de se produire dans un proche avenir.
La répartition des catégories socioprofessionnelles sur Saint-Witz est intimement liée à la structure de son habitat : pavillonnaire quasi exclusivement (91,6 % de maisons individuelles), avec des terrains relativement grands; absence de maisons mitoyennes dans la plupart des lotissements ; absence d'HLM (seulement 0,1 % des logements) et taux de propriété de 90,6 %. À Saint-Witz, habitent 4,8 % d'artisans, commerçants ou chefs d'entreprise (2,7 % pour le Val-d'Oise) et 22 % de cadres et personnes exerçant des professions intellectuelles supérieures (10,4 %). En contrepartie, les employés sont faiblement représentés à Saint-Witz, avec 12,7 % (20,2 %) et encore davantage les ouvriers, avec 2,3 % (12,3 %). Pour les autres catégories, Saint-Witz ne se distingue pas de la moyenne départementale. Mais une différence de taille est visible sur le plan de la composition des ménages: à Saint-Witz, seulement 14,3 % des ménages consistent d'une personne vivant seul, tandis que ce taux est de 26,2 % pour le Val-d'Oise. Les familles monoparentales sont également plus rares à Saint-Witz, où dominent les couples avec enfants : 51,6 % contre 37,6 % pour le Val -d'Oise. Deux explications sont plausibles: d'une part, le logement à Saint-Witz n'est pas adapté au petits ménages, et d'autre part, la classe sociale prépondérante à Saint-Witz ne se caractérise pas par des ruptures familiales conduisant à des ménages d'un seul adulte.
La majorité des actifs travaillent dans le secteur tertiaire hors administration, enseignement, santé et action sociale, soit 73,3 % par rapport à 55,6 % sur le plan départemental. Le taux de chômage est par ailleurs de 45 % plus faible que dans le Val-d'Oise. Le nombre d'emplois sur la commune était de 1 081 en 2007, légèrement moins que le nombre des actifs ayant un emploi, soit 1 119 personnes. Bien que peu de personnes travaillent au sein de leur commune de résidence dans le Val-d'Oise, 17,7 %, et en dépit du grand nombre d'emplois pourvus à Saint-Witz, ce taux y est encore plus faible avec 12,2 %. Ceci montre que le type d'entreprises dont l'implantation fut favorisée par le type de zones d'activités créées sur la commune ne correspond pas aux qualifications de la population. À Saint-Witz, 48,7 % de la population non scolarisé de quinze ans ou plus étaient munis d'un diplôme du niveau bac +2 minimum en 2007, contre 25,7 % sur le plan départemental, et le salaire moyen horaire était de 21,60 € comparé à 13,50 € sur la moyenne départementale. En effet, bien qu'appartenant également au secteur tertiaire, la plupart des emplois pourvus à Saint-Witz correspondent à des métiers à faible qualification dans le domaine de la logistique et des activités connexes,.

### Enseignement

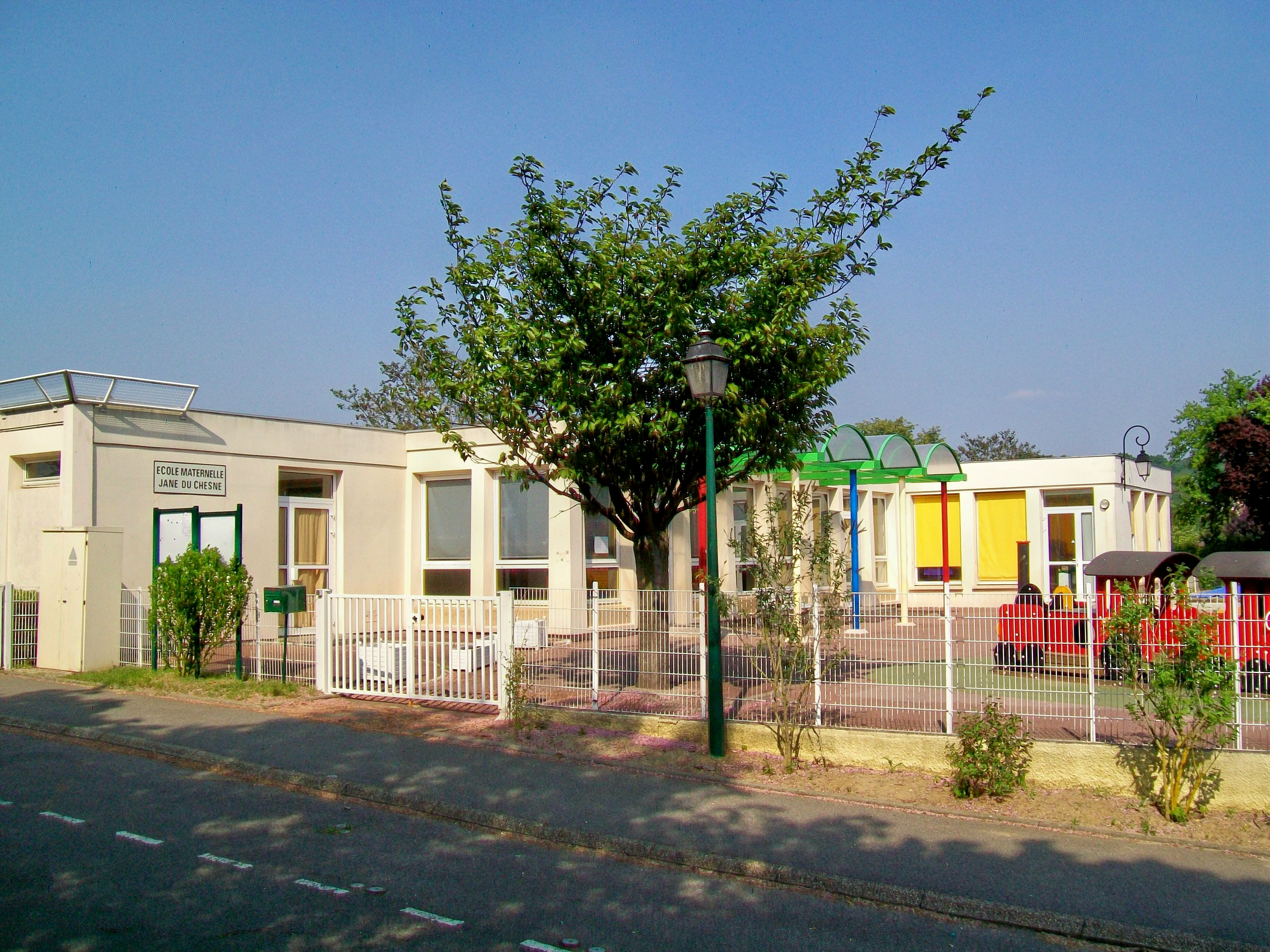
L'école maternelle Jane-du-Chesne.

Saint-Witz appartient à la circonscription de l'académie de Versailles.
Saint-Witz dispose d'une école maternelle et d'une école élémentaire, réunies dans le groupe scolaire « Jane du Chesne » (conseillère municipale de 1965 à 1975, inspectrice honoraire de l'académie de Versailles et chevalier de l'ordre national du Mérite; épouse de l'historien Édouard du Chesne). Ce groupe scolaire a été progressivement mis en service entre 1977 et 1979 et se situe au centre du village. L'école maternelle se compose de cinq classes, et l'école élémentaire de dix classes, totalisant 257 élèves.
La commune dispose également lycée général technique « Léonard de Vinci »
inauguré en 1990. Ce lycée accueille 570 élèves répartis sur dix-neuves divisions (soit six à sept par niveau). L'établissement se situe à l'entrée du village, à proximité immédiate du complexe sportif.
L'équipement scolaire est complété par un centre de loisirs pour enfants.

### Autres services publics
Saint-Witz relève de la brigade de Gendarmerie de Fosses, avec les communes voisines de Survilliers et Marly-la-Ville.
La Caisse primaire d'assurance maladie (CPAM) qui concerne les habitants de Saint-Witz est celle de Fosses. L'agence la plus proche de la Caisse d'allocations familiales (CAF) est celle de Garges-lès-Gonesse. Sur le plan de l'emploi, c'est l'antenne Pôle emploi de Gonesse qui est compétente.

### Santé
Saint-Witz est pourvu[Quand ?] de deux cabinets de médecine générale (fermé à partir du 29 octobre 2023), avec quatre médecins au total, et d'un cabinet dentaire, avec deux chirurgiens-dentistes. Les hôpitaux les plus proches sont ceux de Gonesse et Senlis.

## Culture locale et patrimoine

### Lieux et monuments

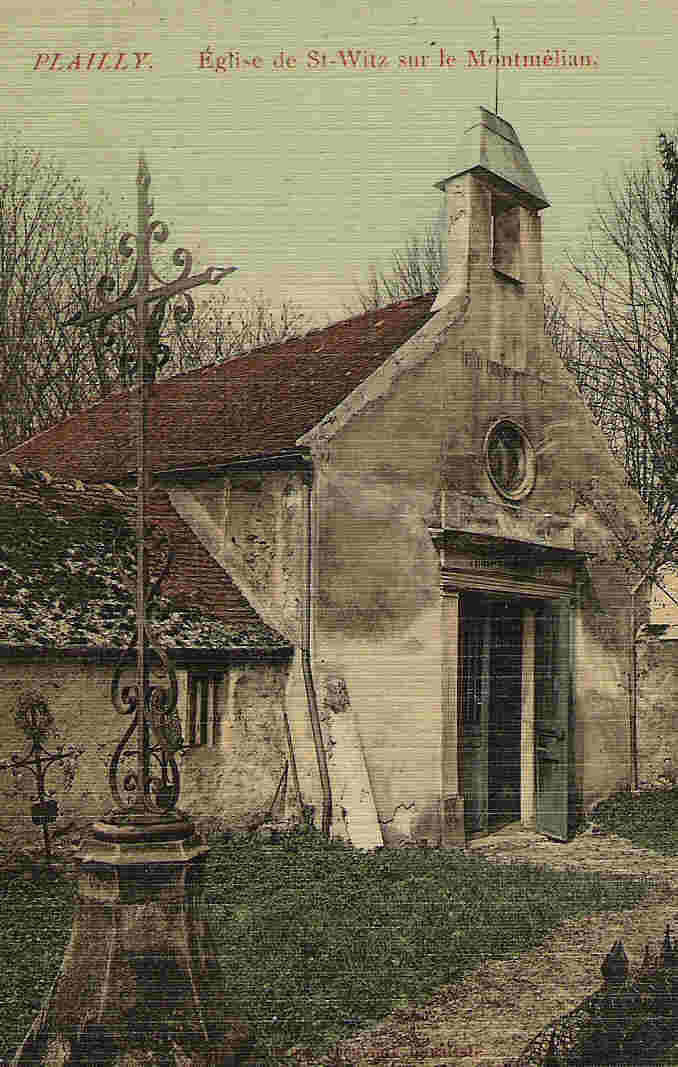
La chapelle de pèlerinage Notre-Dame de Montmélian, à Saint-Witz, issue de la transformation d'une grange à partir de 1800, et toujours existante bien que pensée comme solution provisoire. Début du XXe siècle.
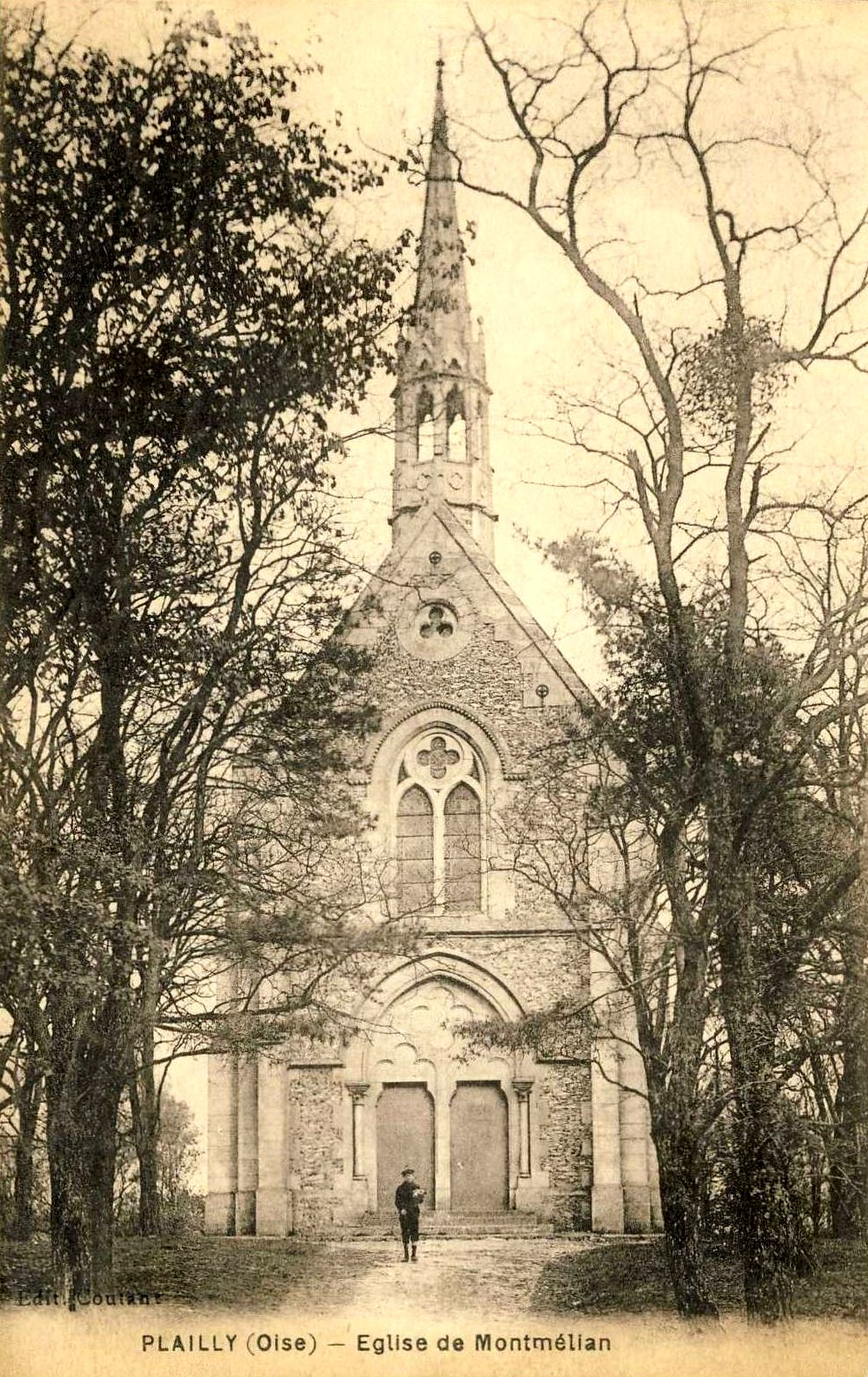
La chapelle Notre-Dame-de-Bon-Secours à Montmélian, commune de Mortefontaine (60). Elle fut construite entre 1856 et 1864 dans un style néo-gothique afin de remplacer la chapelle « provisoire », mais a dû être démolie en 1978.
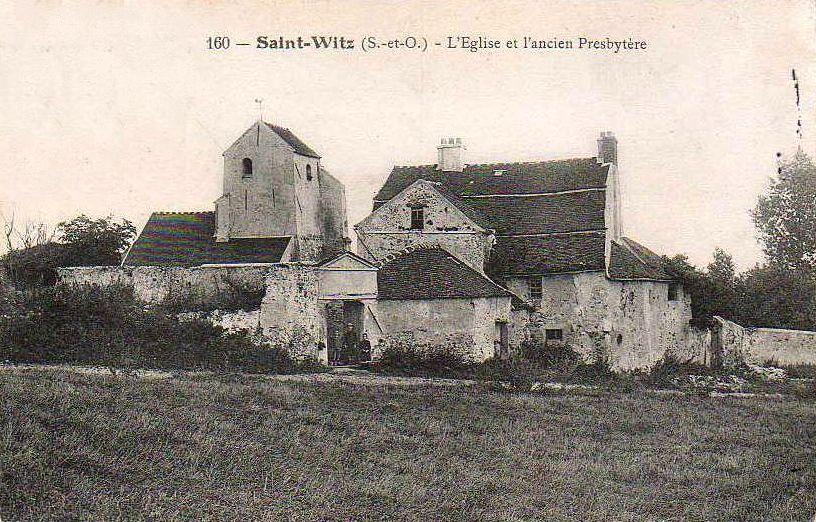
Église paroissiale Saint-Vit du XIIIe siècle, réduite ultérieurement et se réduisant ainsi à un bas-côté du bâtiment primitif, avec l'ancien presbytère démoli en 1911. Ces bâtiments se trouvaient à l'actuel cimetière.
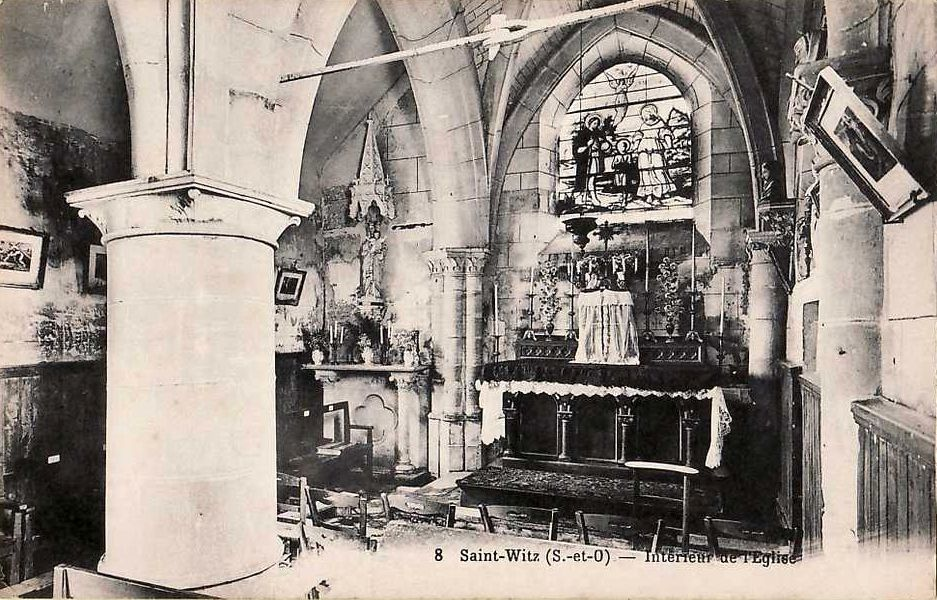
L'intérieur de l'ancienne église paroissiale Saint-Vit ; la petite dimension de l'édifice après la réduction à un bas-côté est bien visible.
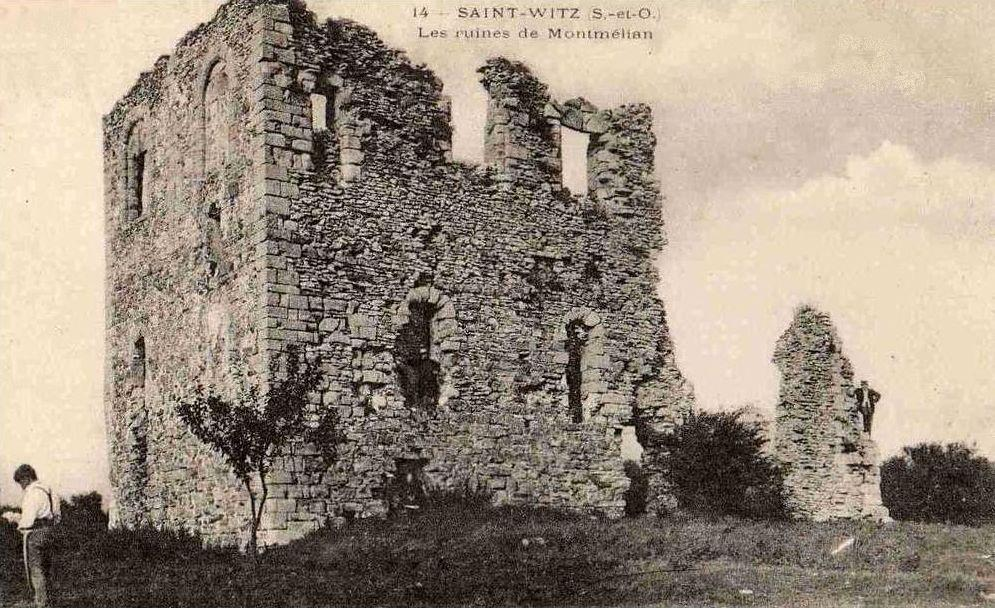
Les ruines de la tour carrée de Montmélian, vestiges du manoir de la famille de Vernon (seigneurs de Montmélian de 1185 à 1283), construit vers 1200. Début du XXe siècle.

Saint-Witz ne compte aucun monument historique classé ou inscrit sur son territoire. On peut néanmoins mentionner :
- chapelle Notre-Dame de Montmélian : située au pied du pylône de la station hertzienne (au sud, de l'autre côté du chemin rural), également sur le plateau au sommet de la colline, mais sur le territoire de Saint-Witz. Elle remplace l'ancienne église de pèlerinage qui avait survécu aux troubles de la Révolution, mais qui a par la suite été vendue pierre par pierre à partir de 1793. Un riverain pieux, Louis Poutrel, a acquis par ses propres moyens les objets les plus précieux de l'intérieur de l'église, et aménagé sa grange comme chapelle provisoire à partir de 1800. Ainsi s'explique le style rustique et paysan de la petite chapelle. Comme les pèlerinages regagnèrent une certaine importance au plus tard sous le 2e empire, une nouvelle chapelle, néogothique fut construite entre 1856 et 1864. La petite chapelle provisoire fut désaffectée et menaçait ruine au début du XXe siècle. L'écrivain Charles Péguy, en cantonnement à Saint-Witz, y passa la nuit du 3 au 4 septembre 1914, l'avant-veille de sa mort sur le front. Finalement, la « grange-chapelle » fut restaurée par l'Œuvre des vocations de Notre-Dame de Montmélian en 1938[a 6]. Elle subsiste toujours, contrairement à la chapelle néo-gothique qui était destinée à prendre sa relève. L'emplacement de la chapelle néo-gothique se situe dans le prolongement de la rue Charles-Péguy (chemin rural no 20) où ce chemin décrit une boucle vers la gauche[44].

Dans ce qui est publié sur cette chapelle, on peut noter une certaine confusion. Sur le site officiel de Saint-Witz, on peut lire: « Construite en 1864, la chapelle a été conçue dans un style néo-gothique. Elle fut érigée en 1864 en remplacement de l’ancienne église de Saint-Witz, tombée en ruines. » Sauf que la chapelle mentionnée n'est plus debout, et qu'elle remplaça la grange-chapelle, qui à son tour remplaça l'ancienne église de pèlerinage de Montmélian et non l'église paroissiale Saint-Vit de Saint-Witz. Le site renommé Topic-Topos reproduit la même erreur : « Cette chapelle, construite grâce à une souscription, remplace l'église de Saint-Witz tombée en ruine et jamais relevée. » Or, la souscription portait sur la chapelle néo-gothique de 1856-1864 et non sur la chapelle provisoire. L'étude urbaine de Mortefontaine, Diagnostic, phases I et II, s'étonne sur la page 26 que le pèlerinage ait cessé en 1856 et se demande s'il ne faudrait pas lire 1956. L'auteur ignorait l'existence de la chapelle néo-gothique, qui fait que le pèlerinage s'était reporté sur cette dernière pendant son existence ;
- tour carrée de Montmélian, située dans une exclave de la commune de Mortefontaine, également sur la colline de Montmélian, à une altitude de plus de 200 m. Cette tour fortifiée rectangulaire édifiée vers 1205 est le seul vestige du manoir des seigneurs de Vernon du XIIIe siècle : les murs épais sont percés de baies plein cintre postérieures. Délaissée après sa destruction dans le contexte des guerres de religion, vers la fin du XVIe siècle, les seigneurs successifs François Hotman (à partir de 1599), le Coigneux (à partir de 1652) et Jacques Louis Le Peletier (à partir de 1682) en faveur de Mortefontaine, elle fut par la suite transformée en carrière de pierres, mais des vestiges considérables subsistent et peuvent être aperçus depuis la rue. À côté, une station hertzienne a été implantée. La Tour Carrée est à ne pas confondre avec le château royal de 1060, construit pour Philippe Ier de France, contre son adversaire Hugues, comte de Dammartin. Les deux édifices avaient coexisté pendant une certaine période.

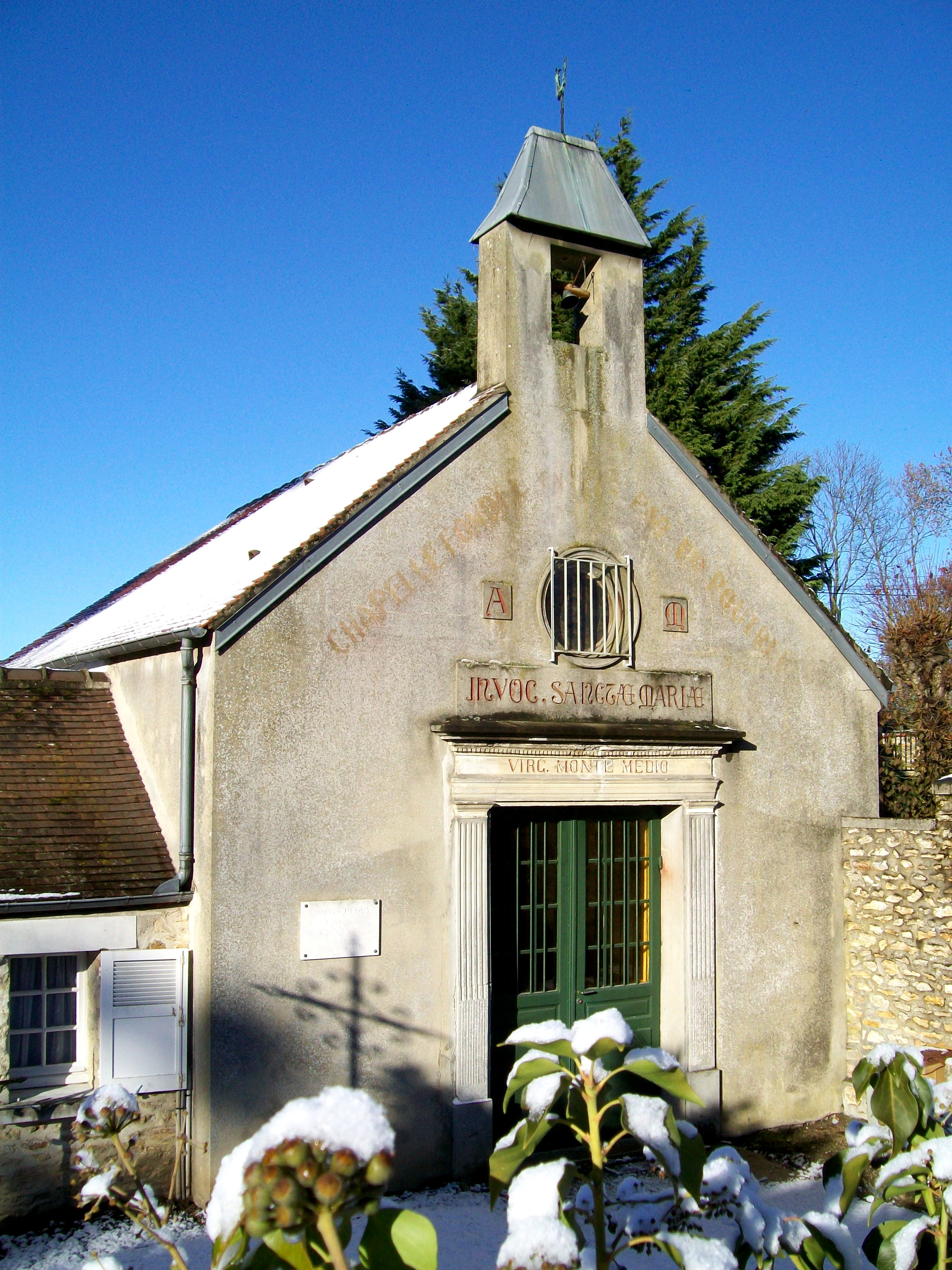
Chapelle de pèlerinage Notre-Dame de Montmélian aménagée par Louis Poutrel dans une ancienne grange après la Révolution, de nouveau utilisée depuis 1978.
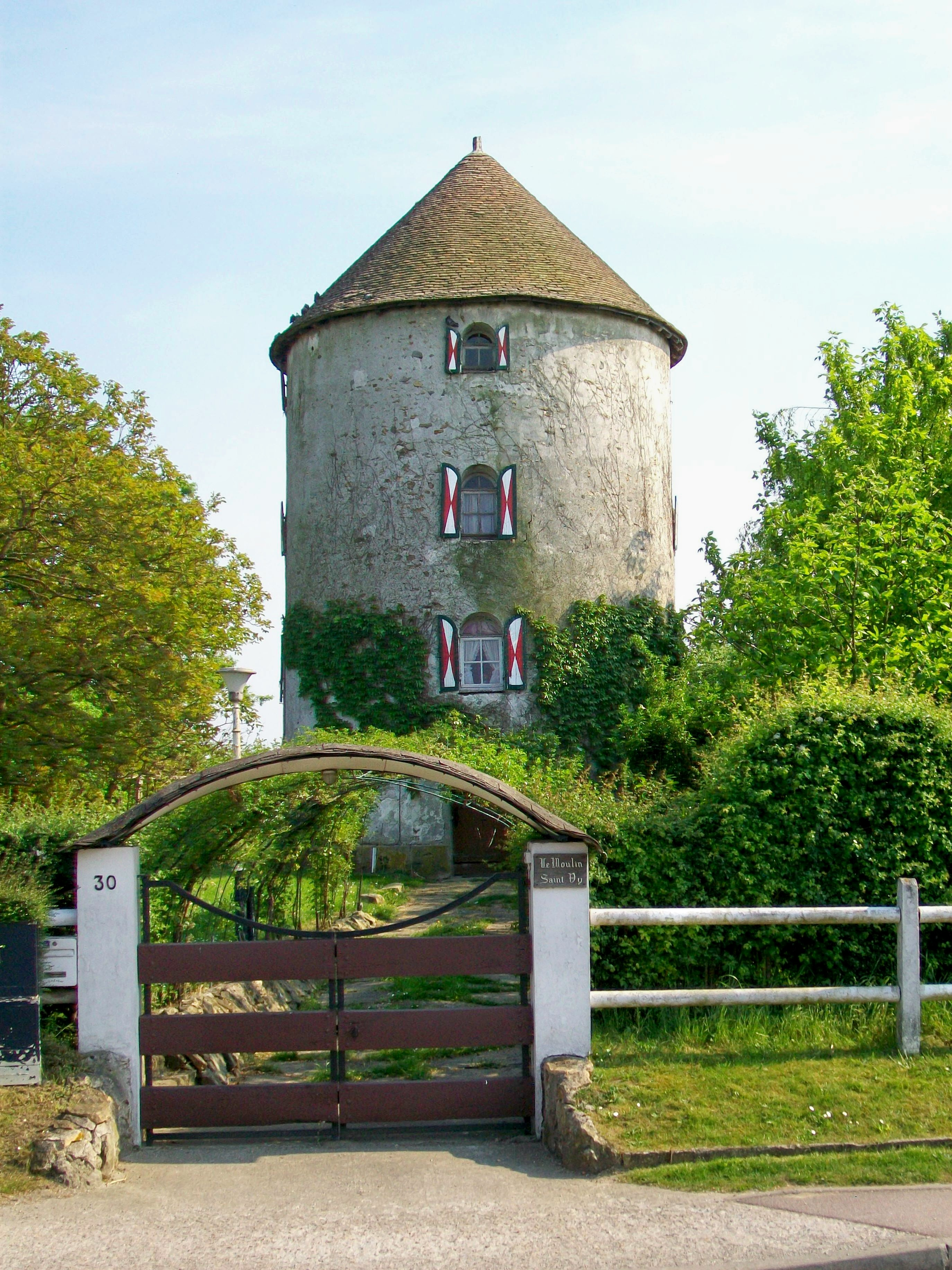
Le moulin Saint-Wy, de la fin du XVIIIe siècle. Dernier moulin à vent de Saint-Witz et environs, il sert d'habitation depuis longtemps.
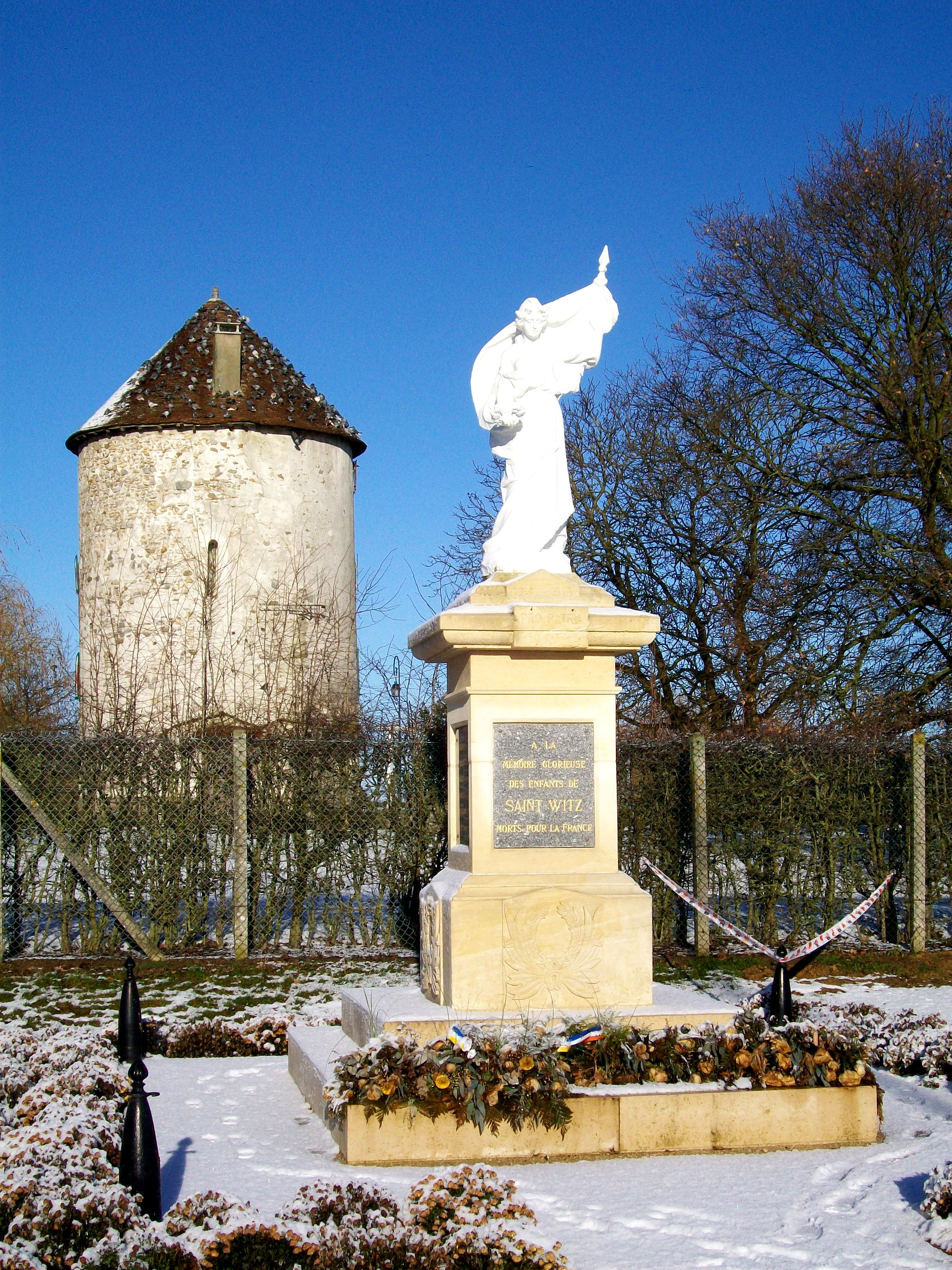
Le monument aux morts, sur le parvis de la nouvelle chapelle, avec le moulin Saint-Wy en arrière-plan.
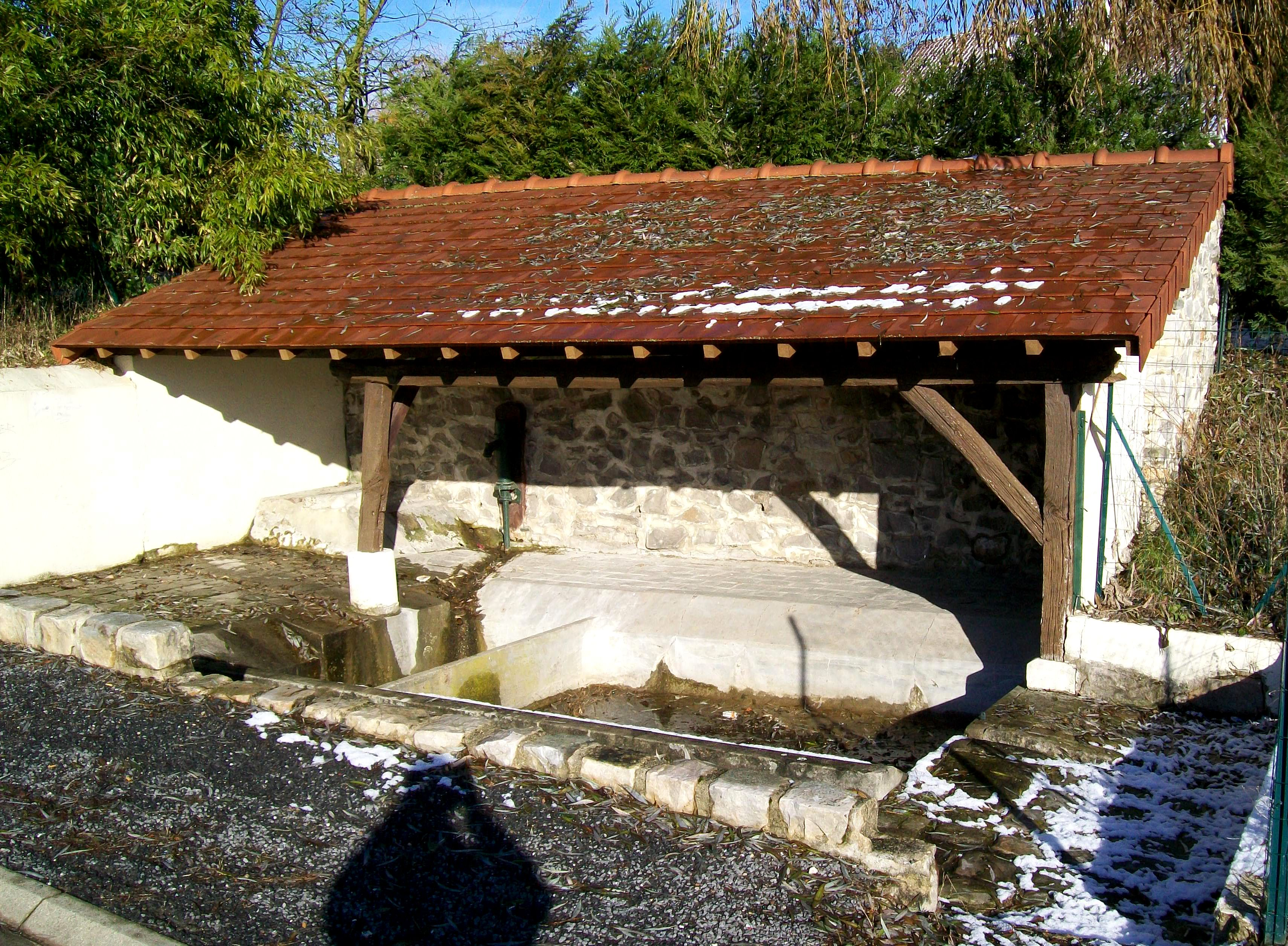
Le lavoir de Saint-Witz, aménagé à partir de la Fontaine-aux-Chiens, rue de la Fontaine-aux-Chiens. Jusqu'en 1962, l'eau potable de Saint-Witz provenait de cette source.
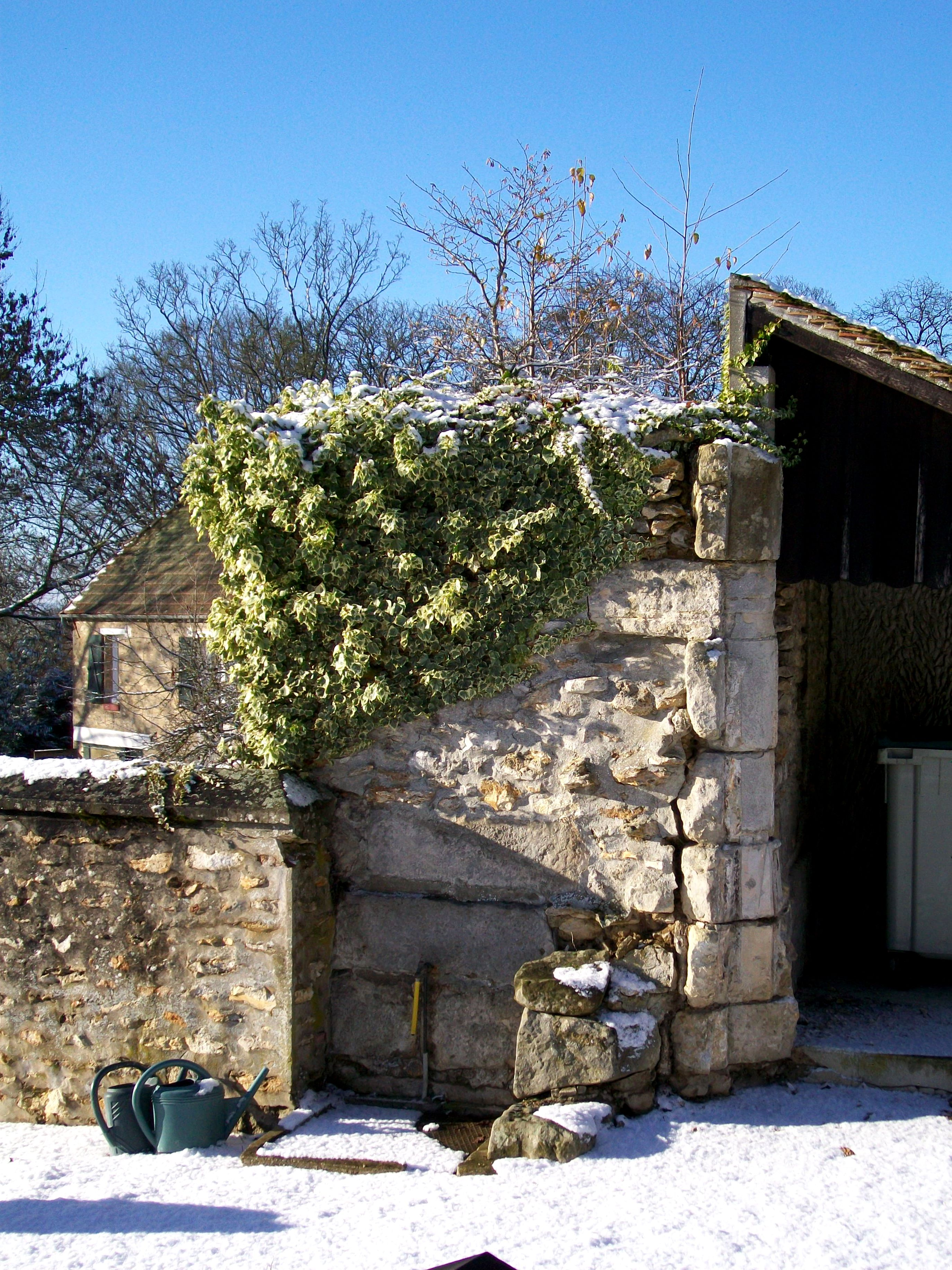
Dernier vestige de l'église Saint-Vit du XIIIe siècle démolie en 1971, sur le cimetière de Saint-Witz près de l'ancien village.

- le moulin Saint-Wi, ancien moulin à vent (30 rue de Paris), de la fin du XVIIIe siècle, est le dernier témoin des nombreux moulins à vent qui couvraient la colline. Il est utilisé comme habitation, mais un projet est en cours pour le transformer et l’entourer d’un nouveau bâtiment en demi-cercle pour en faire une nouvelle mairie plus grande ;
- le monument aux morts (parvis de la nouvelle chapelle), en commémoration des soldats tombés sur le champ d'honneur lors de la Première Guerre mondiale. La statue est d'une qualité peu commune pour un tout petit village comme Saint-Witz l'était à l'époque ;
- le lavoir, (rue de la Fontaine-aux-Chiens), du XIXe siècle, aménagé à l'emplacement de la source « Fontaine aux Chiens » qui avait alimenté la plupart des habitants de Saint-Witz en eau potable jusqu'en 1962, année de l'installation de l'eau courante ;
- le cimetière, avec un ultime vestige sur place de l'ancienne église paroissiale Saint-Vit, dont n'avait subsisté qu'un bas-côté et une tour à partir du XVIIe siècle, démolis en 1971 pour risque d'effondrement. Il s'agissait à la base d'une vaste église gothique. Mais ce qui en restait en 1971 n'était pas sans intérêt, avec par exemple un beau vitrail représentant saint Vit comme enfant, et un buste contenant un fragment de relique du patron.
- Ancien phare aéronautique, désaffecté.

### Héraldique
| Blason de Saint-Witz | Blason  | Écartelé, au premier d'azur à trois fleurs de lys d'argent mal ordonnées; au deuxième de sinople à la Vierge à l'enfant d'argent sur une colline du même; au troisième de sinople au moulin à vent couvert d'argent, les ailes en arrière, ouvert et ajouré de sable brochant à senestre sur une pente de rocher d'argent mouvant de la pointe et du flanc; au quatrième d'azur à l'arbre arraché cousu de sinople. |
| Blason de Saint-Witz | Détails | Le statut officiel du blason reste à déterminer. |